# Zittau
Zittau (oberlausitzisch: Sitte, tschechisch Žitava, polnisch Żytawa, sorbisch Žitawaⓘ, slawische Ableitung von Roggen, Getreide (z. B. sorbisch žito)) ist eine Hochschulstadt im Landkreis Görlitz. Sie liegt im äußersten Südosten Sachsens im Dreiländereck Deutschland-Polen-Tschechien.
Die Sechsstadt ist nach der Kreisstadt Görlitz die zweitgrößte Stadt im Landkreis und die fünftgrößte der Oberlausitz. Sie ist Namensgeber für das südlich gelegene Zittauer Gebirge.

## Geographie

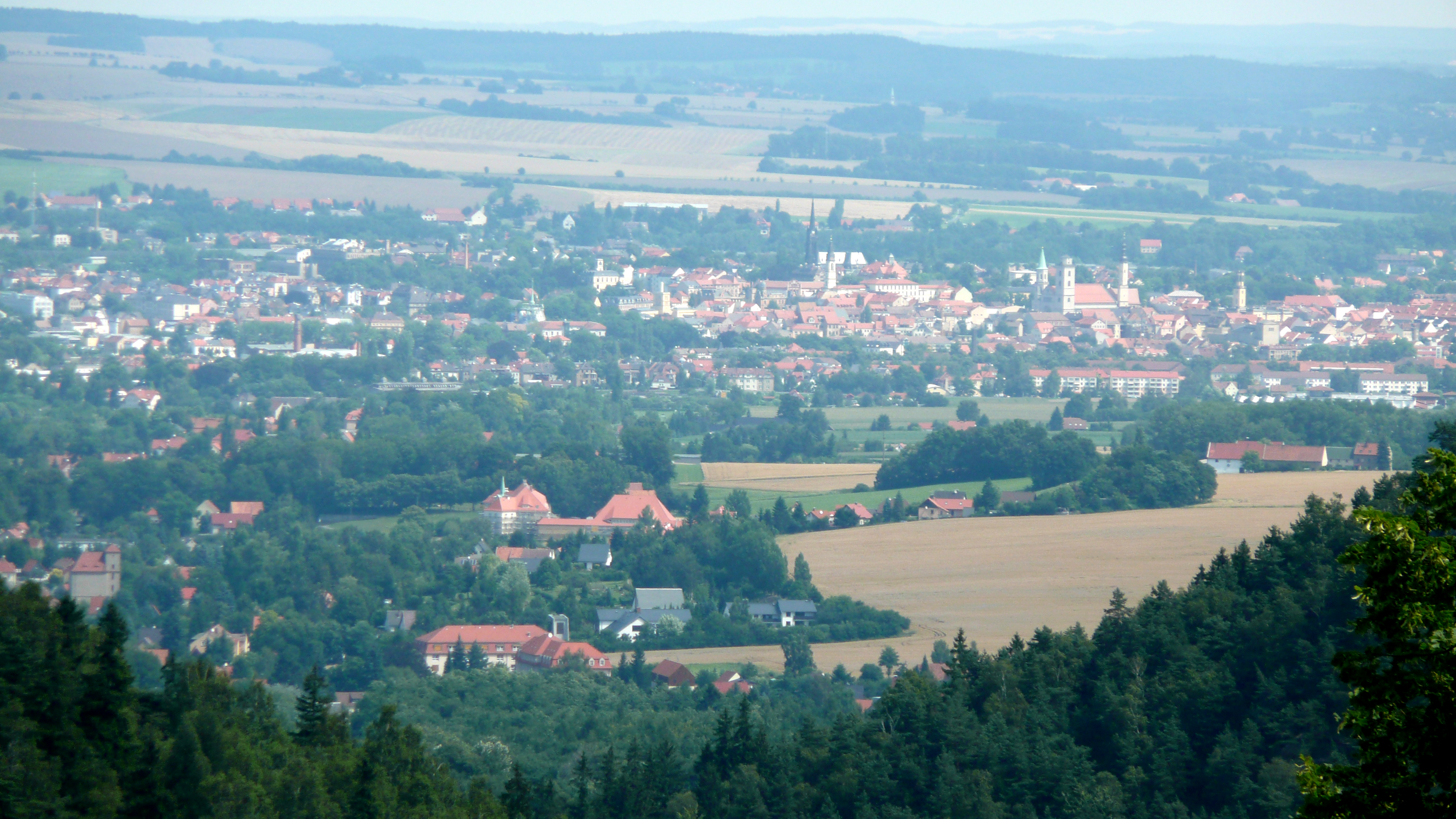
Blick auf Zittau vom Berg Oybin aus

### Lage
Die Kernstadt Zittau liegt im Zittauer Becken am Fuße des Zittauer Gebirges auf 230 m bis 285 m Höhe über NHN. Nordwestlich schließt sich das Oberlausitzer Bergland an. Südöstlich geht die Beckenlandschaft in das Tal der Lausitzer Neiße (Lužická Nisa) in Tschechien über. Östlich erheben sich hügelige Ausläufer des Isergebirges. Durch die Stadt fließt der kleine Fluss Mandau, der unweit in die Lausitzer Neiße mündet. Diese bildet die Grenze des Zittauer Stadtgebiets im Osten zu Polen und entwässert das Zittauer Becken. Am südwestlichen Stadtrand grenzt die Stadt an den in der Nachbargemeinde liegenden Olbersdorfer See.

### Nachbargemeinden
An Zittau grenzen im Süden Oybin, im Südwesten Olbersdorf und Bertsdorf-Hörnitz und im Nordwesten die Gemeinde Mittelherwigsdorf. Im Norden grenzt die Stadt an Ostritz, im Osten an die polnische Kleinstadt Bogatynia.

### Stadtgliederung
Die Kernstadt Zittau untergliedert sich in fünf Stadtteile:
- Zentrum: historische Innenstadt innerhalb des Grünen Rings mit den meisten Sehenswürdigkeiten
- Zittau Nord: nördlich der Bahnlinien Richtung Dresden und Richtung Görlitz
- Zittau Ost: östlich des Zentrums, begrenzt durch Bahnhofstraße, Hochwaldstraße und Mandau; enthält den Weinaupark und das gleichnamige Industriegebiet
- Zittau Süd: südlich der Mandau
- Zittau West: westlich des Zentrums; enthält den Westpark und einen Teil des Geländes der Landesgartenschau 1999 in Zittau und Olbersdorf

Gliederung der Stadt Zittau

Neben der Kernstadt besteht Zittau aus acht weiteren Ortsteilen:
- Eichgraben – 1582 erstmals erwähnt, die ersten Häuser sollen Pesthütten gewesen sein (noch 1680 wurden zwei Pesthütten dort errichtet), um 1666 wurde die Siedlung durch böhmische Exulanten vergrößert, gehörte früher zu Olbersdorf
- Pethau – im 19. Jahrhundert als Arbeitersiedlung von Zittau entstanden, nach 1850 wurde die Westvorstadt von Zittau auf die Pethauer Gemarkung ausgedehnt und es kam zum Bau der Hauptstraße und deren Wohnbebauung (Neu-Pethau), Stiftung des Watzdorfheimes durch den Regierungsrat Karl von Watzdorf (später Kreishauptmann in Bautzen)
- Hartau – wahrscheinlich schon im 13. Jahrhundert gegründet, der Name rührt wahrscheinlich von dem deutschen Wort Harth her, was so viel wie Wald oder Gebüsch bedeutet
- Hirschfelde (mit Rosenthal) – 1310 erstmals urkundlich erwähnt
- Drausendorf – 1366 erstmals erwähnt, ab den 1930er Jahren als Arbeitersiedlung erweitert, 1974 zu Hirschfelde eingemeindet
- Wittgendorf – im 13. Jahrhundert entstanden, 1322 erstmals urkundlich erwähnt
- Dittelsdorf – 1369 urkundlich erstmals erwähnt
- Schlegel (mit Burkersdorf) – 1287 zum ersten Mal erwähnt

Bis 1945 war Großporitsch (pol. Porajów) östlich der Neiße ein Zittauer Ortsteil. Er gehört zur polnischen Gemeinde Bogatynia (vor 1945: Reichenau).

### Klima
Das Klima ist kühlgemäßigt mit kühlen Wintern und warmen Sommern bei einer Jahresdurchschnittstemperatur von 8,6 °C. Die Jahresniederschlagssumme beträgt 883 mm. Alle zwölf Monate sind humid. Die Klimaklassifikation nach Köppen und Geiger lautet Cfb.
|                        | Jan  | Feb  | Mär  | Apr  | Mai  | Jun  | Jul  | Aug  | Sep  | Okt  | Nov | Dez  |   |      |
| Mittl. Temperatur (°C) | −1,5 | −0,5 | 3,1  | 8,6  | 13,2 | 16,6 | 18,4 | 18,2 | 13,8 | 9,0  | 4,3 | 0,3  | ⌀ | 8,7  |
| Mittl. Tagesmax. (°C)  | 1,00 | 2,7  | 7,2  | 13,2 | 17,6 | 20,7 | 22,6 | 22,5 | 17,9 | 12,5 | 6,8 | 2,5  | ⌀ | 12,3 |
| Mittl. Tagesmin. (°C)  | −4,1 | −3,8 | −0,8 | 3,5  | 8,2  | 11,7 | 13,8 | 13,5 | 9,8  | 5,7  | 1,8 | −1,9 | ⌀ | 4,8  |
|                        |      |      |      |      |      |      |      |      |      |      |     |      |   |      |
| Niederschlag (mm)      | 69   | 55   | 68   | 55   | 79   | 88   | 107  | 96   | 76   | 59   | 64  | 67   | Σ | 883  |
|                        |      |      |      |      |      |      |      |      |      |      |     |      |   |      |
| Sonnenstunden (h/d)    | 3,0  | 3,9  | 5,5  | 8,4  | 9,6  | 10,5 | 10,7 | 10,0 | 7,1  | 5,0  | 3,4 | 2,8  | ⌀ | 6,7  |
|                        |      |      |      |      |      |      |      |      |      |      |     |      |   |      |
| Regentage (d)          | 11   | 9    | 11   | 9    | 10   | 10   | 11   | 9    | 9    | 9    | 9   | 11   | Σ | 118  |
|                        |      |      |      |      |      |      |      |      |      |      |     |      |   |      |
| Luftfeuchtigkeit (%)   | 85   | 83   | 78   | 70   | 70   | 69   | 70   | 70   | 76   | 82   | 87  | 85   | ⌀ | 77,1 |

| −4,1 |

| −3,8 |

| −0,8 |

| 3,5 |

| 8,2 |

| 11,7 |

| 13,8 |

| 13,5 |

| 9,8 |

| 5,7 |

| 1,8 |

| −1,9 |

| −4,1 |

| −3,8 |

| −0,8 |

| 3,5 |

| 8,2 |

| 11,7 |

| 13,8 |

| 13,5 |

| 9,8 |

| 5,7 |

| 1,8 |

| −1,9 |

## Geschichte

### Frühe Geschichte – Stadtgründung

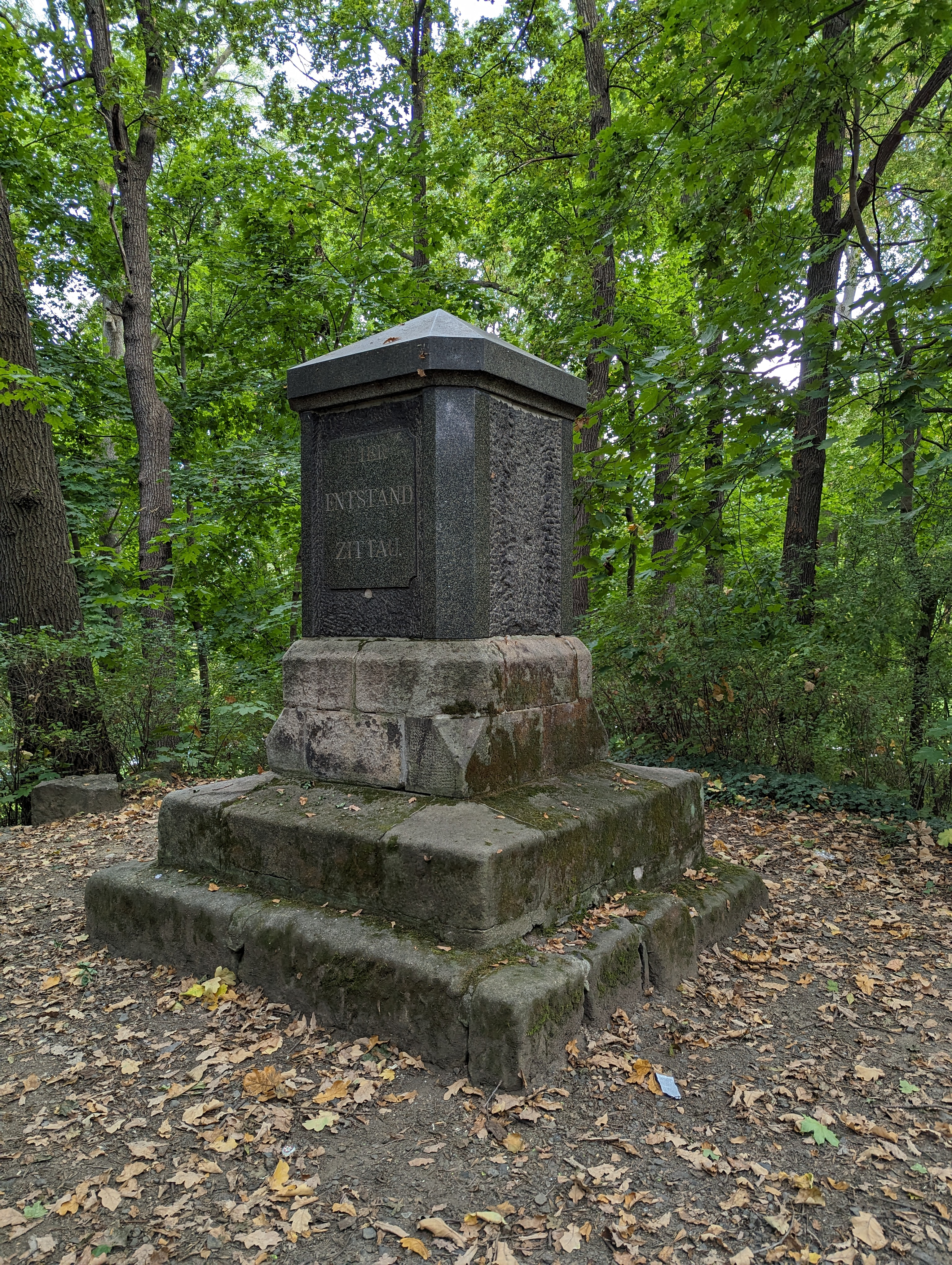
Gedenkstein: „Hier entstand Zittau“ (1894),

Im Mittelalter führte eine alte Handelsstraße über das Lausitzer Gebirge nach Leipa in Böhmen. An dieser Straße befand sich, im Gebiet des heutigen Zittauer Westparks, ein slawischer Weiler und, seit der deutschen Eroberung des Gebietes im 10. Jahrhundert, eine Burg. Östlich davon, im Norden der heutigen Innenstadt, gründeten deutsche Kolonisten im frühen 13. Jahrhundert ein Waldhufendorf namens Sitte. Eine weitere Siedlung bestand im Bereich der Frauenkirche. Sie wurde nach den Herren des dort ansässigen Johanniterordens Herrendorf genannt.
Die früheste schriftliche Erwähnung des Ortes datiert auf das Jahr 1238, als in einem Dokument erstmals die Burgherren von Sitavia auftauchten. Schon wenige Jahre später soll der Legende nach König Ottokar II. von Böhmen 1255 die Stadt umritten haben. Er legte so die Grenzen für die Stadtmauer fest und erhob die Ansiedlung zur Stadt. Als Privilegien wurde Zittau bis zum Tode Ottokars Steuerfreiheit gewährt, Zittauer Kaufleute mussten in Böhmen keine Zölle bezahlen und Zittau besaß bis 1300 das Recht, Münzen zu prägen. Außerdem wurde ein Landgericht eingesetzt.
Zittau lag an strategisch günstiger Position zwischen Böhmen und der damals brandenburgischen Oberlausitz. Ottokars Anliegen war es, eine starke, wehrhafte Siedlung als Schutz gegen eventuelle Überfälle auf das böhmische Kernland auszubauen.
Die Stadt kam bald zu Reichtum, und schon in den Jahren von 1270 bis 1280 konnten dort große Turniere abgehalten werden, als Beweis für den Wohlstand der Stadt. Die Familie von Leipa stiftete den Franziskanern 1268 ein Kloster; 1300 gründete der Johanniter-Ritterorden dort eine Kommende.

### 14. Jahrhundert – Wechselnde Herrschaften und Sechsstädtebund
Das Gebiet um Zittau gehörte zunächst zur Markgrafschaft Meißen, stand aber seit 1158 als Reichslehen unter der böhmischen Krone. König Wenzel II. verpfändete 1283 Zittau samt der Burg Oybin an den Markgrafen von Brandenburg. Durch einen Gerichtsbeschluss des deutschen Königs Rudolf von Habsburg gelangte die Stadt allerdings wieder in den Besitz Böhmens. Später wurde Zittau durch König Johann von Böhmen an die Herren von Leipa übergeben. Heinrich von Leipa tauschte 1319 seine Güter Hostraditz und Mispitz gegen die Stadt Zittau und die Burgen Oybin, Ronow und Schönbuch ein. Später erhielt Johann den Besitz zurück und überließ ihn dem schlesischen Herzog Heinrich von Jauer als Pfand. In dessen Besitz verblieb die Stadt bis 1346, als der Herzog ohne männliche Nachkommen starb. Karl IV. gab Zittau daraufhin 1348 als Sicherheit an Herzog Rudolf von Sachsen; die Stadt kaufte sich 10 Jahre später aber wieder frei.
Im Jahr 1346 gründete Zittau gemeinsam mit Bautzen, Görlitz, Lauban, Löbau und Kamenz den Oberlausitzer Sechsstädtebund. Er hatte zum Ziel, der Willkür des Adels und dem Raubrittertum entgegenzutreten. So zerstörten die Städte etwa 1352 die Burg Körse. Zittau war damals noch nicht Teil der Oberlausitz, d. h., es unterstand nicht dem Bautzener Landvogt. Stattdessen hatte das Zittauer Land seinen eigenen Landvogt. Erst zu Beginn des 15. Jahrhunderts gelangte es unter die Herrschaft der Bautzener, kann also ab dieser Zeit als zur Oberlausitz gehörig angesehen werden.
Unter den sechs Städten trug Zittau den Beinamen Die Reiche. Haupterwerbszweige waren Tuchherstellung und -handel sowie die Bierbrauerei. Zum Zittauer Weichbild gehörten 1396 insgesamt 36 Dörfer.

### 15. Jahrhundert – Hussiten, Katastrophen und Fehden
Im Februar 1424 belagerten die Hussiten unter dem Anführer Bozko von Podiebrad die Sechsstadt Zittau, die sie jedoch nicht einnehmen konnten, dafür aber die am nahegelegenen Gabler Pass befindliche und das Zittauer Umland schützende Burg Karlsfried. Ein zweites Mal tauchten die Hussiten im April des Jahres 1427 auf, aber die Stadt und ihre Bürger konnten sich trotz hoher Verluste bis zuletzt behaupten. Die Hussiten zogen nach Brandschatzung der Vorstädte ab. Im Zuge ihrer (erfolglosen) Belagerung der Bergfeste Oybin am 28. September 1429 lagen böhmisch-hussitische Streitkräfte Mitte September 1429 ein weiteres Mal vor Zittau. Die Hussitenkriege von 1424 bis 1434 führten jedoch dazu, dass die Handelsverbindungen nach Böhmen abrissen und damit die Wirtschaft der Stadt schwer trafen.
Neben den Überfällen und Kriegen litt die Stadt auch unter verheerenden Katastrophen. Schon 1359 und 1372 hatte es schwere Stadtbrände gegeben, und 1422, 1455 und 1473 brachen erneut Feuer aus, die Teile der Stadt zerstörten. Dazu kam die Pest: Zuerst wird sie 1463 nachgewiesen, brach aber im Laufe dieses und des folgenden Jahrhunderts noch mehrmals aus.
Die durch diese Krisen aufgeworfenen Spannungen äußerten sich im Bierkrieg mit Görlitz von 1491.

### 16. Jahrhundert – Reformation und Pönfall
Der Mann, der die Reformation nach Zittau brachte, war Lorenz Heidenreich, ein berühmter Theologe, der als Pastor Primarius in Zittau starb. Er begann 1521, in Zittau Predigten auf Deutsch zu halten. Der Protestantismus setzte sich aber erst nach 1538 durch. In diesem Jahr wurde die Johanniterkommende aufgelöst, das Franziskanerkloster folgte 1543.
Der Unwillen Zittaus und der anderen Städte im Sechsstädtebund, dem Habsburger Ferdinand I. (Erzherzog von Österreich, böhmischer König und seit 1533 römischen Kaiser) im Kampf gegen die Protestanten im Schmalkaldischen Krieg zur Seite zu stehen, führte 1547 zum Oberlausitzer Pönfall. Der Stadt Zittau wurden vom kaiserlichen Gericht hohe Strafgelder auferlegt sowie Besitzungen und Privilegien entzogen. Doch im Laufe der folgenden Jahrzehnte gewann die Stadt ihre Wirtschaftskraft zurück. So konnte sie beispielsweise schon 1574 den Berg Oybin samt Burg und Kloster erwerben. Im 16. Jahrhundert blieb Zittau nicht vom Unglück verschont. 1555 fiel ein Großteil der Einwohner der Pest zum Opfer; 1559 und 1599 brach die Pest erneut aus. Im Jahr 1589 zerstörte ein großes Feuer 153 Wohnhäuser, zu diesem Zeitpunkt etwa ein Viertel der Stadt.

### 17. Jahrhundert – Dreißigjähriger Krieg

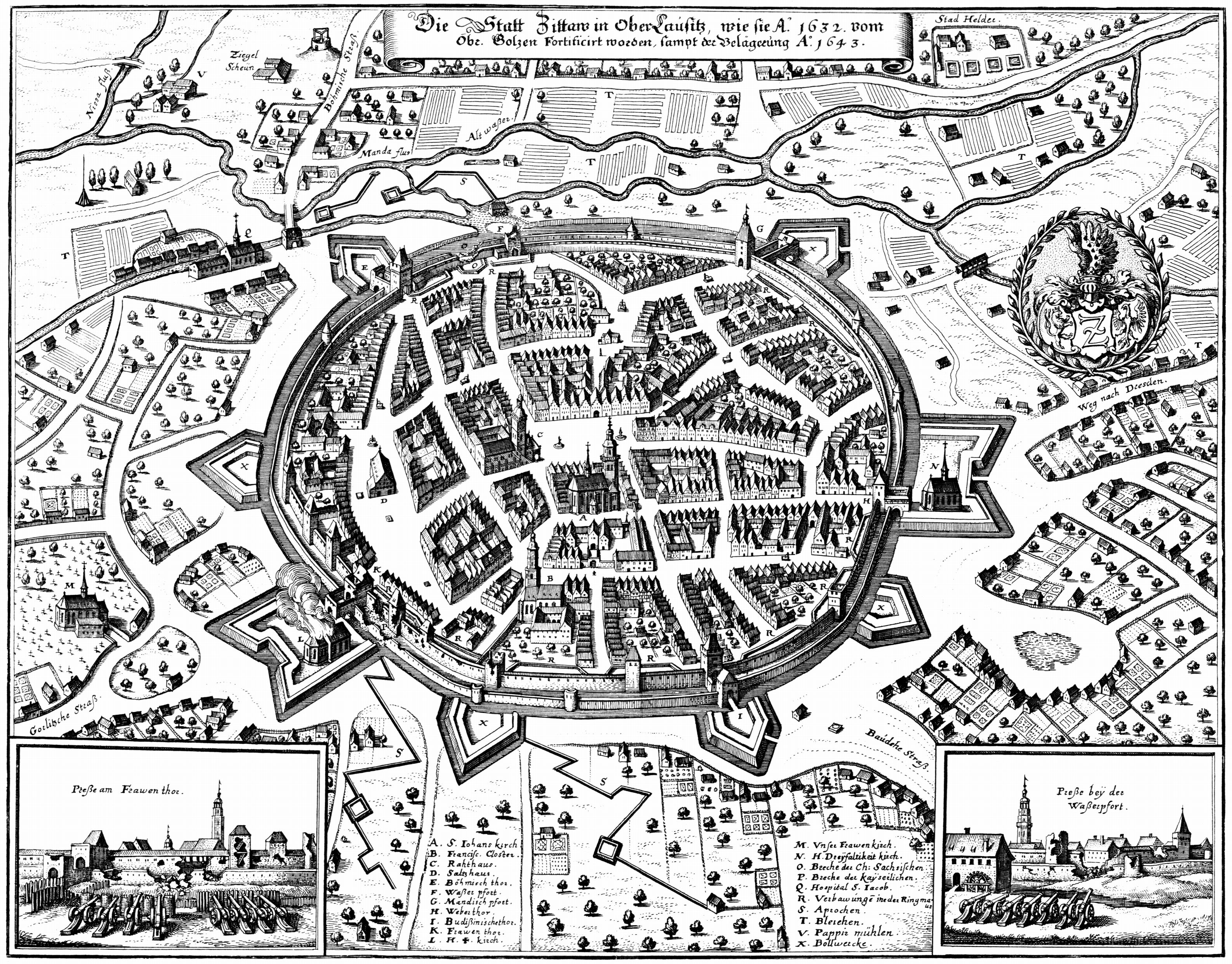
Zittau um 1650

Nachdem die große Pestwelle 1599 und der grimmige Winter 1606 in der Stadt viele Todesopfer gefordert hatten, brannte es 1608 wiederum in Zittau, verursacht durch Brandstiftung. Dabei wurden drei Viertel der Stadt zerstört. Dies war aber nur die erste Katastrophe des Jahrhunderts, das mit dem Dreißigjährigen Krieg viel Leid brachte. Von 1631 bis 1645 wurde Zittau wiederholt beschossen, belagert, geplündert und von Kaiserlichen oder Schweden besetzt.
Infolge der Niederlage der böhmischen Stände in der Schlacht am Weißen Berg (1620) immigrierten zahlreiche böhmische Protestanten nach Zittau. Bis zur Mitte des 19. Jahrhunderts gab es deshalb eine tschechischsprachige evangelische Gemeinde in der Stadt. Bekannt wurden z. B. die Familien Pescheck und Moráwek.

### Vom 18. bis Anfang 19. Jahrhundert

Karte von Zittau um 1730

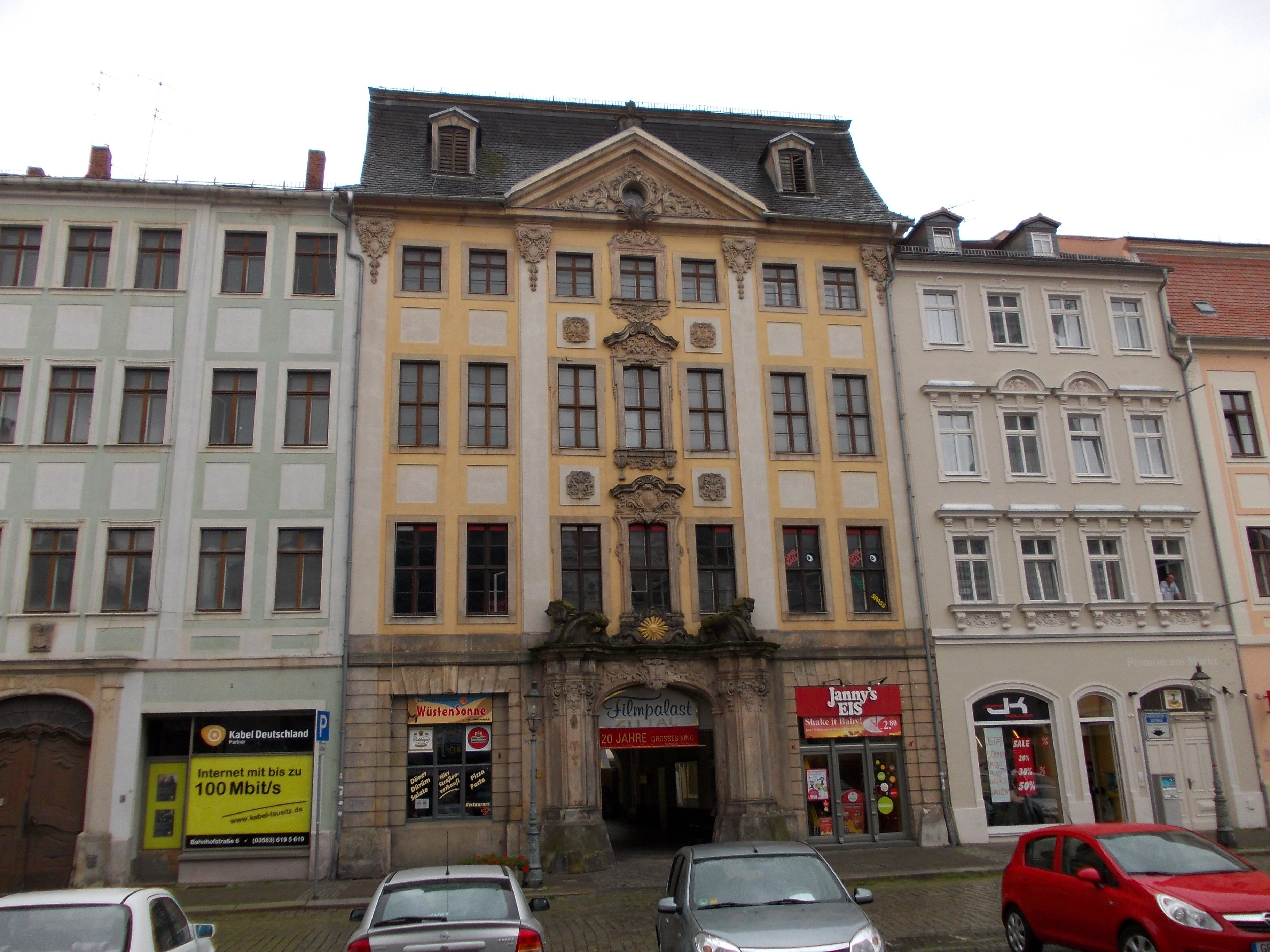
„Goldene Sonne“, Markt 9

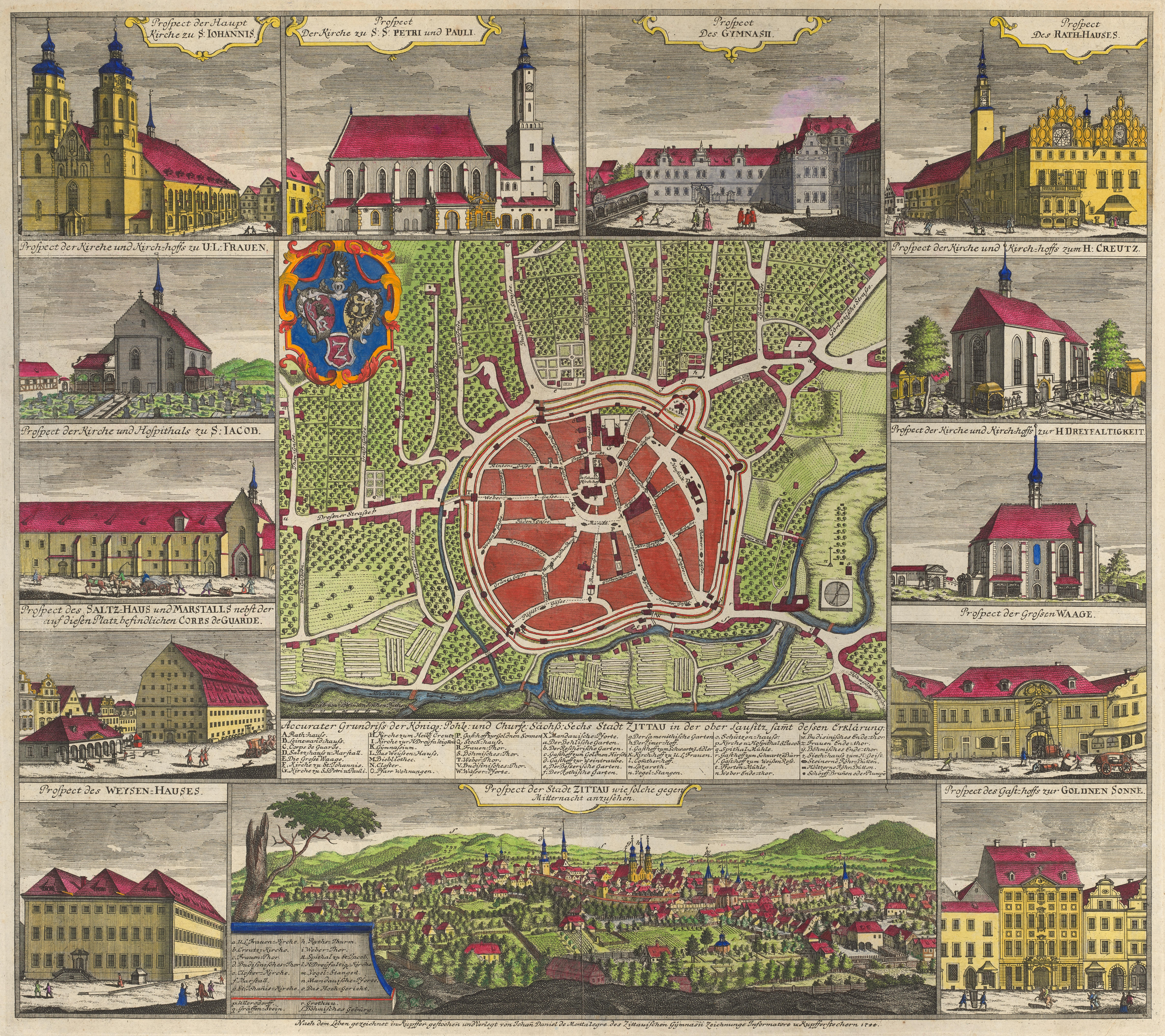
Zittau 1744

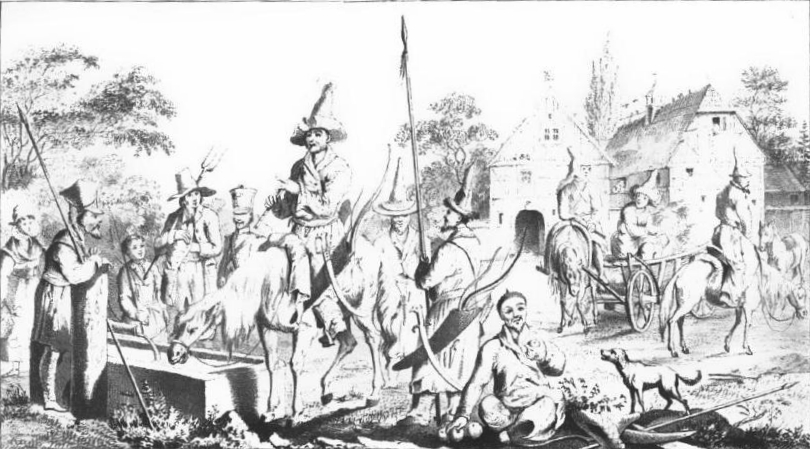
Baschkiren und Kosaken in Zittau 1813

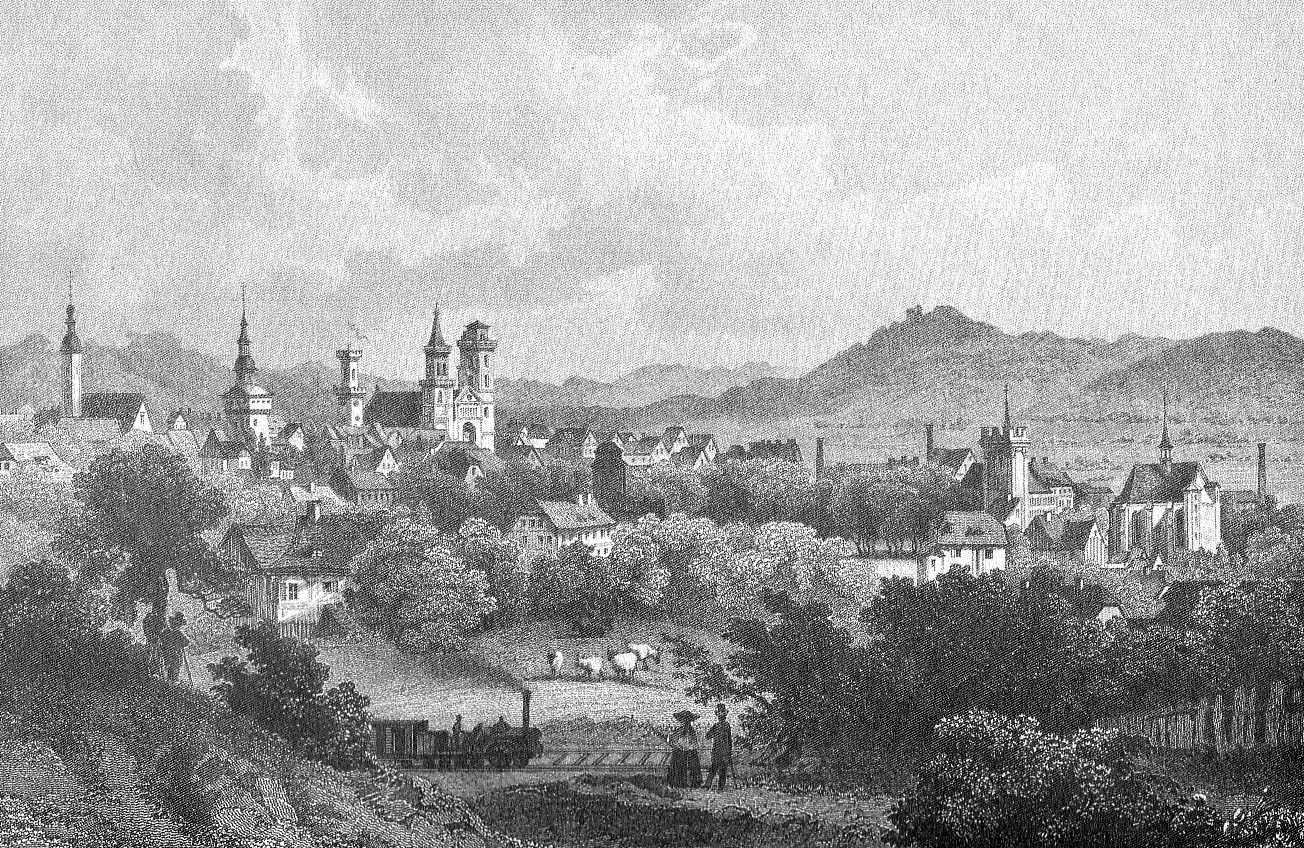
Ansicht um 1850

Stadtplan von Zittau (1883)

Eine Kaufmannssozietät wurde 1705 gebildet und gleichzeitig eine Buchhandlung eingerichtet. Der Leinwandhandel nahm europäische Dimensionen an, Brauerei und Tuchmacherei brachten der Stadt und deren Bürgern großen Reichtum. Zittau war von 1693 bis 1757 im Besitz einer Schnellwaage. Dieses Meisterwerk der Mechanik war so empfindlich, dass ein darauf gelegter Groschen sie zog. Ein besonders qualitätvolles Bürgerhaus im Stil des Dresdner Barock entstand mit der „Goldenen Sonne“ (Markt 9), der Fassadendekoration nach vermutlich ein Werk des Zwingerbaumeisters Pöppelmann oder seiner Schule.
Im Siebenjährigen Krieg wurde die Stadt am 23. Juli 1757 von österreichischen Truppen in Brand geschossen, da die in der Stadt stationierten preußischen Truppen nicht kapitulieren wollten. Es war vielmehr das Ziel der preußischen Armee, die bei Ober- und Niederherwigsdorf lag, so viel Proviant wie möglich zu requirieren. Als die preußische Armee unter August Wilhelm Prinz von Preußen ihr Zeltlager aufschlug, begannen die österreichischen Truppen die Stadt zu beschießen. Trotz der ungünstigen Lage für die Preußen wurde Befehl gegeben, die Stadt bis zum letzten Mann zu verteidigen, um so viel Proviant wie möglich zu retten. Erst als die Lage aussichtslos erschien, zog sich die preußische Armee in Richtung Löbau zurück. Die Folgen des Beschusses waren für die Stadt verheerend, so wurden die Johanniskirche einschließlich der Silbermann-Orgel und das Rathaus mit dem Ratsarchiv sowie 80 % der Wohnhäuser völlig zerstört. Eine Primärquelle aus dem Archiv der Herrnhuter Brüdergemeine lautet wie folgt: „Das arme Zittau wurde belagert und fast gangz in die Asche gelegt.“ Die Anteilnahme an dieser Katastrophe ging weit über Deutschland hinaus und äußerte sich nicht nur in zahlreichen Publikationen darüber, sondern auch in einer beispiellosen europaweiten Solidaritätsaktion. Lange Zeit war das Schicksal von Zittau im Bewusstsein der Menschen so präsent wie das von Dresden 1945 in der Gegenwart. Eine Erklärung für die Empörung in der zeitgenössischen Öffentlichkeit gibt de Warnery, wenn auch seine Aussage von der Räumung zu hinterfragen ist, zumindest befanden sich keine relevanten Truppenkontingente in der Stadt:

„Hier geschah es, daß die Feinde diese Stadt bombardirten, die blos mit Mauern umgeben und nach den sächsischen Städten, wegen ihres Handels die wohlhabendste ist. Es ist unbegreiflich warum sie selbige verheerten, denn wir hatten sie geräumt und sie gehörte ihren Alliierten […]“

1767 begann der Wiederaufbau der Johanniskirche, deren Bau nach erheblichen Problemen mit der Baustatik erst 1837 vollendet wurde. 1840 wurde der Grundstein zum Bau des neuen Zittauer Rathauses, das 1845 eingeweiht wurde, gelegt. Mit der Einweihung des neuen Schauspielhauses am 25. Oktober 1802 begann eine neue und erfolgreiche Epoche des Zittauer Theaterlebens.

### 19. und 20. Jahrhundert
Nachdem Österreich während der Befreiungskriege am 11. August 1813 Frankreich den Krieg erklärt hatte und der Waffenstillstand infolgedessen am 17. August ausgelaufen war, begab sich Napoleon am 19. August nach Zittau. Von dort beorderte der französische Kaiser das achte Korps unter Divisionsgeneral Poniatowski nach Gabel sowie weitere Truppen unter Lefebvre-Desnouettes nach Rumburg/St. Georgenthal und unter dem polnischen General Umiński nach Friedland und Reichenberg, um die von Süden vorrückende Böhmische (Haupt-)Armee unter Feldmarschall Schwarzenberg aufzuhalten und mit einer Verstärkung durch das zweite Korps Victor und das erste Armeekorps unter Vandamme die Elblinie zu sichern und Dresden zu decken. Außerdem befand sich bei Zittau das vierte Kavalleriekorps unter dem Herzog von Valmy. Am 20. August begab Napoleon sich dann nach Lauban, um gegen die Schlesische Armee unter Blücher vorzugehen, während Marschall Victor noch in Zittau blieb. Die Situation zeigt sehr gut noch die Karte des Königreichs Sachsen von 1821.
Die sich entwickelnde Fabrikstadt Zittau wurde schon 1848 an die Bahnstrecke Dresden–Görlitz der Sächsisch-Schlesischen Eisenbahngesellschaft angeschlossen. Der aus Sachsen vorangetriebene Eisenbahnbau brauchte starke Impulse (siehe unten die Abbildung zur Bevölkerungsentwicklung). Eine südliche Verlängerung als von Preußen favorisiertes Projekt lehnte Österreich zunächst bis 1853 ab. Am 1. Dezember 1859 wurde die unter Verwaltung der österreichischen Staatsbahnen stehende Bahnstrecke Liberec–Zittau dann doch eröffnet.
Bis auf einige wenige Reste wurde die Stadtmauer zwischen 1820 und 1869 abgetragen und an ihrer Stelle der „Grüne Ring“ angelegt. Bis 1914 wurde die Ringstraße gebaut; auf dieser fanden in der Zwischenkriegszeit die Zittauer Stadtring Rennen statt. 1873 eröffnete das Zittauer Stadtbad, 1884 erhielt die Stadt ein Krankenhaus. Und 1884 wurde die erste grenzüberschreitende Schmalspurbahn Sachsens eröffnet (Schmalspurbahn Zittau–Hermsdorf). Die untere Mandau wurde 1902 reguliert und erhielt zum Schutz gegen Hochwasser ein tieferes Flussbett. Im Sommer 1908 wurde der Grundstein für das Krematorium gelegt. 1932 fiel das Zittauer Stadttheater den Flammen zum Opfer. Vier Jahre nach dem Brand wurde ein neuerbautes Stadttheater eingeweiht. Die Stadt entwickelte sich zu einem Zentrum der Maschinen- und Textilindustrie. 1915 schied Zittau aus der Amtshauptmannschaft Zittau aus und wurde bezirksfreie Stadt.
Mitte des 19. Jahrhunderts wurden Juden in der Stadt ansässig, die eine Israelitische Gemeinde bildeten, welche 1885 anerkannt wurde. Sie errichteten im Garten des Grundstücks Lessingstraße 12 eine Synagoge, die 1906 eingeweiht wurde. Ihr Friedhof entstand nach 1887 und erhielt 1908 eine Leichenhalle. Wie in ganz Deutschland wurden in Zittau während der Zeit des Nationalsozialismus jüdische Einwohner verfolgt, vertrieben und ermordet. Die NSDAP erreichte eine starke Position. Bereits am 21. März 1933 erfolgte die Ernennung von Adolf Hitler als Ehrenbürger. Die Synagoge und die jüdische Leichenhalle wurden beim Novemberpogrom 1938 gesprengt. Mindestens 40 Juden aus Zittau und Löbau fielen dem Holocaust zum Opfer.
Gegen Ende des Zweiten Weltkrieges wurden Außenlager des KZ Groß-Rosen und des KZ Auschwitz für männliche und weibliche KZ-Häftlinge errichtet, die Zwangsarbeit in den Zittwerken, einem Teilbetrieb der Junkers Flugzeug- und Motorenwerke AG, verrichten mussten. Die gemeinsam geführten Lager mit mehr als 1000 Häftlingen befanden sich im damals deutschen Klein-Schönau. Die unmenschlichen Lebensbedingungen forderten mindestens 158 Todesopfer.
In den letzten Kriegstagen war die Stadt hart umkämpft. Bei Tieffliegerangriffen kamen etwa 80 Menschen ums Leben; außerdem wurden zahlreiche Gebäude beschädigt oder zerstört. Am 7. Mai 1945 wurden die Einwohner aufgefordert, die Stadt vorübergehend zu verlassen. Am Abend des 8. Mai, dem letzten Kriegstag, ergab sich die deutsche Besatzung der Stadt; am 9. Mai marschierte die Rote Armee weitgehend kampflos in Zittau ein.

### Seit 1945

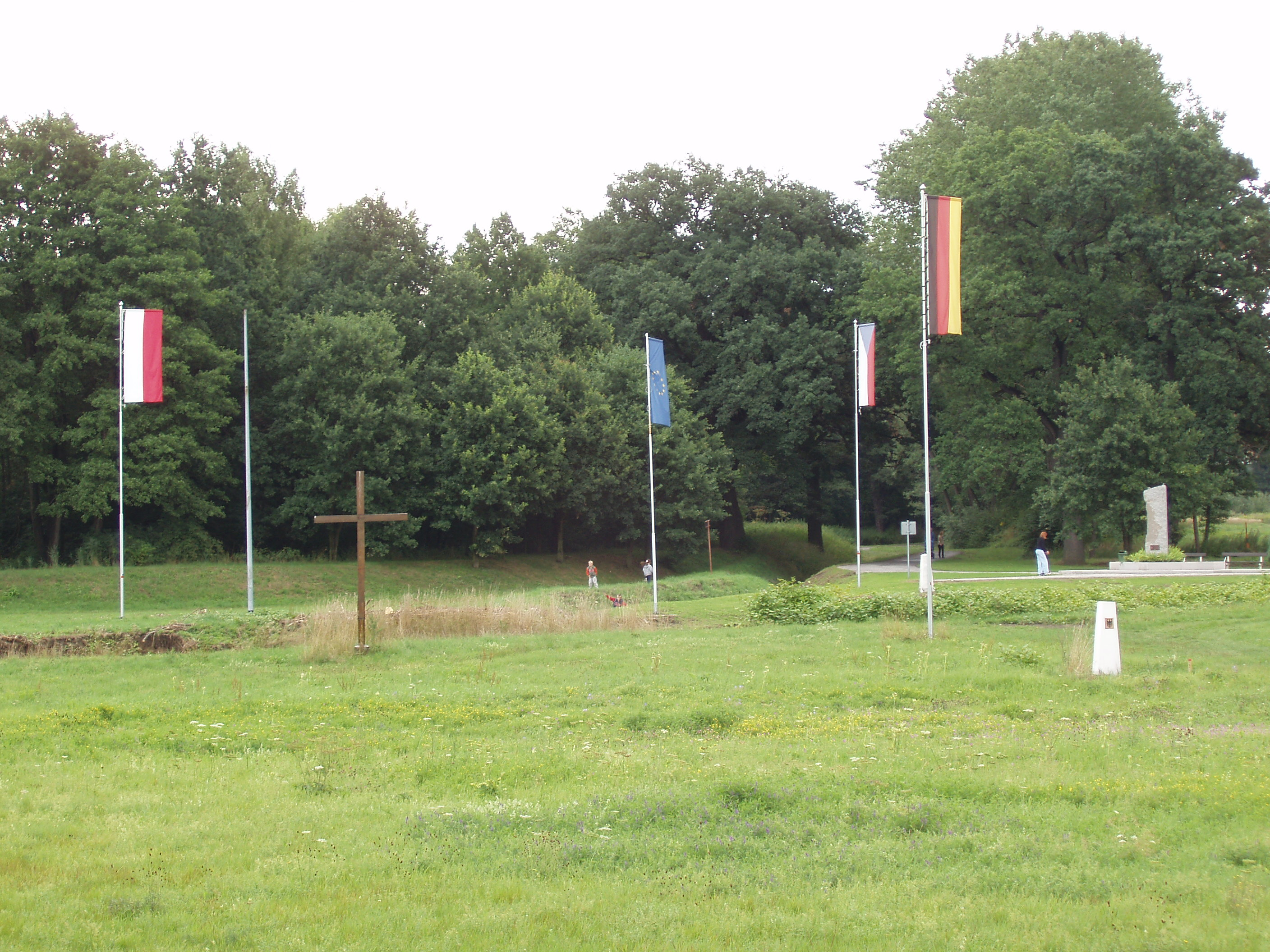
Zittauer Dreiländereck D–PL–CZ an der Neiße

In der Zeit des Nationalsozialismus wurden Oppositionelle verfolgt und ein Großteil der tschechischen Minderheit aus der Stadt und ihrem Umland vertrieben. Nach dem Zweiten Weltkrieg wurde die deutsche Bevölkerung aus dem böhmischen und aus dem fortan unter polnischer Verwaltung stehenden Gebiet östlich der Neiße vertrieben. Nach Kriegsende bestand in der Stadt eine 4000 Personen umfassende starke tschechische Minderheit, die Bestrebungen unternahm, die Stadt der Tschechoslowakei anzugliedern. 1948 wurden diese Bestrebungen im Zuge des Warschauer Abkommens zurückgewiesen.
Im Jahr 1945 verlor die Stadt durch die Festlegung der neuen Landesgrenze im Zuge des Potsdamer Abkommens ihren östlich der Neiße gelegenen Ortsteil Großporitsch, wo im Mai 1945 das Kriegs- und Zivilgefangenenlager Zittau für Angehörige der deutschen Wehrmacht und deutsche Zivilisten entstand. Die einst wohlhabende Stadt geriet dadurch in eine Randlage, die Verkehrswege nach Osten waren teilweise abgeschnitten und der Verkehr eingeschränkt. So hatte Zittau bis 1989 lediglich einen Grenzübergang in der Chopinstraße in das polnische Nachbardorf Sieniawka (Kleinschönau), der aber seit Anfang der 1980er Jahre von Privatreisenden aus der DDR nur noch mit Sondergenehmigung genutzt werden konnte, weil die DDR-Regierung nach den Solidarność-Streiks in Polen am 30. Oktober 1980 den Reiseverkehr stark einschränkte.
Zu DDR-Zeiten konnten sich Kinder in einem Ferienlager der Stadt erholen.
1991/1992 wurden die neu ausgewiesenen Gewerbegebiete in der Weinau und in Pethau eingerichtet, in denen sich ein Großteil der produzierenden Unternehmen befindet. 1996 erhielt die Stadt Zittau den Status einer Großen Kreisstadt. 1999 fand in Zittau/Olbersdorf die zweite Sächsische Landesgartenschau statt. Von 7. bis 15. August 1999 fand in und um Zittau das große „no border“-camp99 statt. 2001 war die Stadt Austragungsort des Tages der Sachsen. Anfang Mai 2004 fand die zentrale deutsche, tschechische und polnische Feier zur EU-Osterweiterung in Zittau statt. Am 21. Dezember 2007 feierten europäische Staatsoberhäupter an den Grenzübergängen Zittau Friedensstraße – Porajów (Großporitsch) und Porajów – Hrádek (Grottau) die Einstellung der Grenzkontrollen nach Polen und Tschechien anlässlich deren Beitritts zum Schengen-Abkommen.

### Eingemeindungen
Pethau gehört seit 1970 zu Zittau. Hartau wurde im Jahr 1999 eingemeindet. Im Jahr 2007 folgten Hirschfelde und Wittgendorf.
Zwischen 1950 und 2005 wurden die Ortschaften Dittelsdorf (1. Januar 2002), Drausendorf (19. Mai 1974), Rosenthal (1. Juli 1950) und Schlegel (1. Januar 2005) nach Hirschfelde eingemeindet. Burkersdorf gehörte bereits seit dem 1. Juli 1950 zu Schlegel.

### Einwohnerentwicklung

Bevölkerungsentwicklung von Zittau von 1790 bis 2017

Für die Zeit um 1400 wird von einer Einwohnerzahl um die 5.000 Personen ausgegangen. Nachdem es immer wieder durch Krankheiten, Brände und Kriegsereignisse zu Bevölkerungsverlusten kam, wuchs ab der Mitte des 19. Jahrhunderts die Bevölkerungszahl stetig an. Einen Bevölkerungseinbruch gab es erst in der Zeit um den Ersten Weltkrieg, in dem eine große Zahl von Männern umkam.
1950 erreichte die Einwohnerzahl mit etwa 47.000 ihren historischen Höchststand. Berücksichtigt man den damaligen Gebietsstand verlor die Stadt seit der Wende in der DDR wegen Abwanderung und des Geburtenrückgangs etwa 16.000 Einwohner, dies entspricht mehr als 40 % der Einwohnerzahl von 1988. Mit einem weiteren Rückgang der Bevölkerung wird bis 2030 gerechnet (2020: 23.830 Ew.; 2030: 21.430 Ew.).

## Politik
2019 fand in Zittau ein Bürgerentscheid mit dem Entscheidungsvorschlag „Die Stadt Zittau bewirbt sich um den Titel „Kulturhauptstadt Europas 2025“ mit möglichst vielen Kommunen aus der Euroregion Neiße und aus der Oberlausitz.“ statt. Der Entscheidungsvorschlag erhielt eine Mehrheit und erreichte das Quorum; er wurde damit angenommen.
- BSW: 2
- Linke: 1
- SPD: 1
- Grüne: 1
- FWZ: 1
- FUW: 2
- ZKM: 5
- CDU: 4
- AfD: 8
- FS: 1

### Stadtrat
Bereits 1319 bestand der Rat aus dem Bürgermeister und zwölf Räten (Consules). Die erste belegte Erwähnung des Ausdruckes Rat im Wort rotmanne erfolgte in einer Urkunde von 1357. Bis 1360 fand die jährliche Ratswahl am Neujahrstag statt, später am Tag Maria Geburt und von 1389 bis 1830 am Donnerstag nach Bartholomäi. 1364 verstärkte man den Rat auf 18 und 1370 auf 24 Personen. Mit dem Pönfall wurde der Rat mit zwölf Mitgliedern neu besetzt. 1559 erhielt Zittau die Erlaubnis zur freien Ratskür zurück. Mit der Einführung der allgemeinen Städteordnung 1832 gab es dann neben einem Bürgermeister 15 Stadträte (davon fünf besoldet) und 29 Stadtverordnete.
Am 9. Juni 2024 fand die Wahl zum Zittauer Stadtrat statt. Die Sitze entfallen wie folgt auf die einzelnen Parteien und Vereinigungen:
| Partei/Liste                            | 2014   | 2014   | 2019   | 2019   | 2024   | 2024   |
| Partei/Liste                            | in %   | Sitze  | in %   | Sitze  | in %   | Sitze  |
| --------------------------------------- | ------ | ------ | ------ | ------ | ------ | ------ |
| AfD                                     | –      | –      | 23,7 % | 7      | 31,1 % | 8      |
| Zittau kann mehr e. V. (ZKM)            | 18,5 % | 5      | 18,7 % | 5      | 17,9 % | 5      |
| CDU                                     | 22,8 % | 7      | 14,3 % | 4      | 15,4 % | 4      |
| BSW                                     | –      | –      | –      | –      | 08,8 % | 2      |
| Freie Unabhängige Wähler (FUW)          | 08,3 % | 2      | 10,1 % | 3      | 07,8 % | 2      |
| Freie Wähler Zittau e. V. (FWZ)         | –      | –      | –      | –      | 05,2 % | 1      |
| Die Linke                               | 15,4 % | 4      | 10,8 % | 3      | 03,2 % | 1      |
| SPD                                     | 07,4 % | 2      | 02,8 % | 0      | 03,0 % | 1      |
| Bündnis Oberlausitz / FREIE SACHSEN     | –      | –      | –      | –      | 03,0 % | 1      |
| Bündnis 90/Die Grünen                   | 03,3 % | 1      | 05,4 % | 1      | 02,7 % | 1      |
| FDP                                     | 05,4 % | 1      | 05,9 % | 1      | 01,9 % | 0      |
| NPD (ab Nov 2014: Bürgerbündnis Zittau) | 08,1 % | 2      | –      | –      | –      | –      |
| Freie Bürger Zittau                     | 08,4 % | 2      | 08,3 % | 2      | –      | –      |
| Wahlbeteiligung                         | 60,3 % | 60,3 % | 57,1 % | 57,1 % | 44,7 % | 44,7 % |

Die Stadtratssitzungen finden planmäßig, monatlich stets am letzten Donnerstag im Bürgersaal des Rathauses statt. Neben dem Stadtrat gibt es einen Verwaltungs- und Finanzausschuss, einen Sozialausschuss und einen Technischen und Vergabeausschuss.

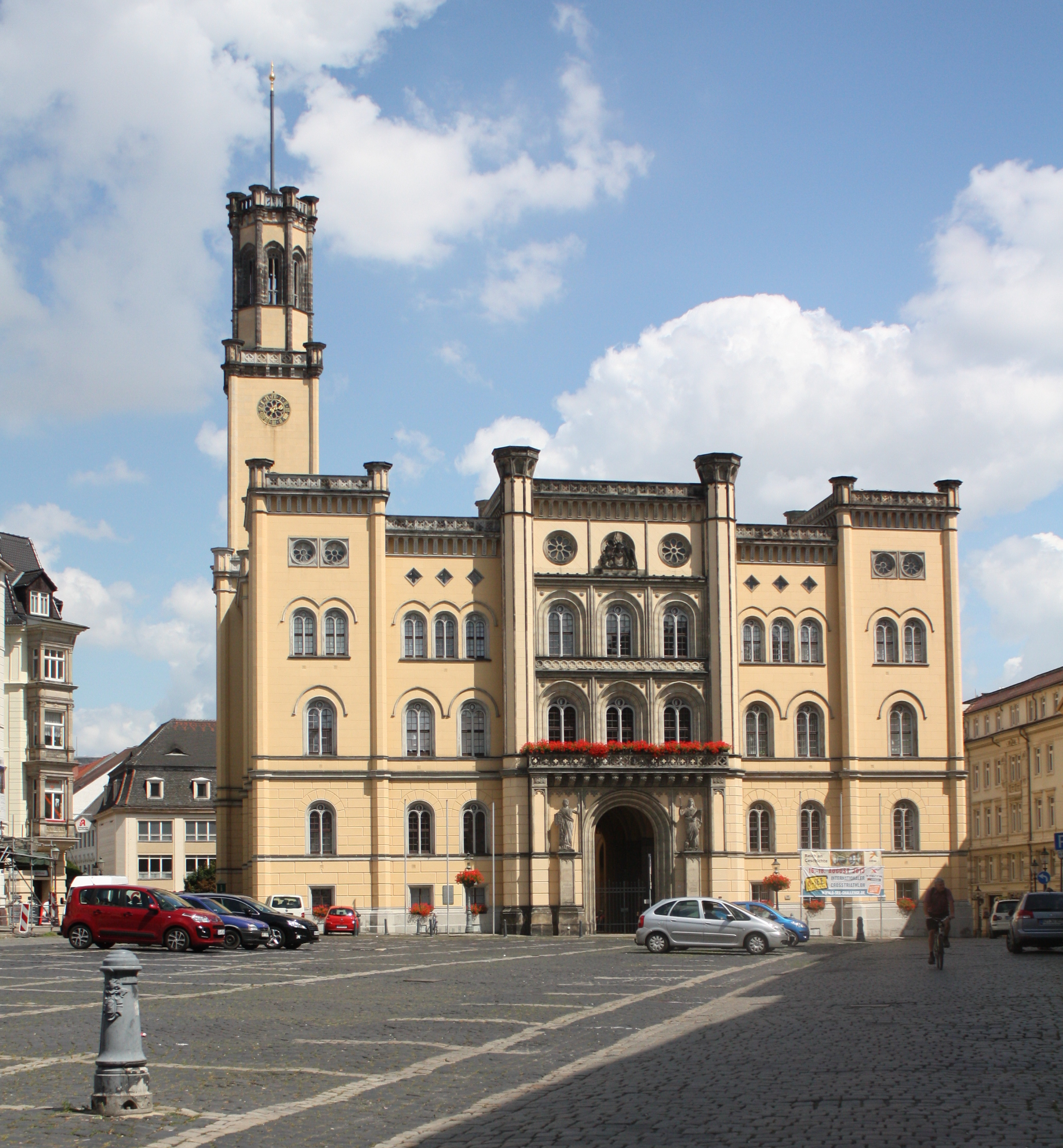
Rathaus Zittau

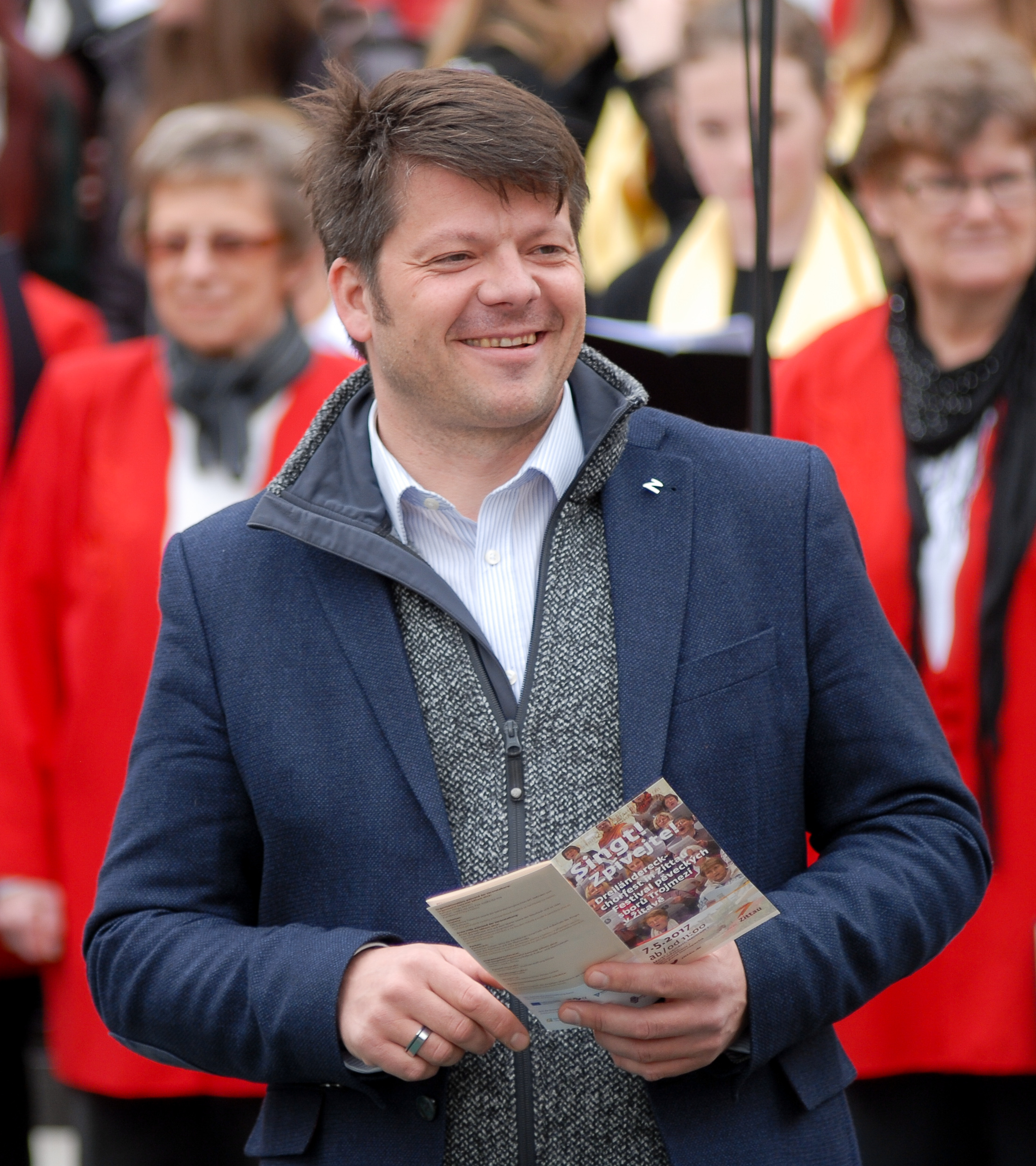
Thomas Zenker, 2017

### Bürgermeister
Die erste Erwähnung eines Bürgermeisters als magister civium erfolgte im Jahr 1310. Etwa ab 1540 gab es 3 Bürgermeister, die sich im Amt des regierenden Bürgermeisters abwechselten. Im 18. Jahrhundert führte der Bürgermeister zusätzlich den Titel Kaiserlicher Pfalzgraf. Seit 1729 gab es nur noch zwei Bürgermeister. Mit der Einführung der allgemeinen Städteordnung 1832 gab es dann einen Bürgermeister. 1904 wurde der Titel Oberbürgermeister eingeführt, der jedoch 1950 wieder abgeschafft wurde. Seit 1996 führt der Bürgermeister wieder den Titel Oberbürgermeister.
Arnd Voigt (Freie Bürger Zittau) war von 2001 bis 2015 Oberbürgermeister der Stadt Zittau. Am 1. August 2015 wurde Thomas Zenker (Wählervereinigung „Zittau kann mehr“) als amtierender Oberbürgermeister vereidigt, nachdem Voigt aufgrund seiner Parkinson-Erkrankung nicht mehr zur Wahl angetreten war. Im Jahr 2022 setzte er sich im ersten Wahlgang mit 71,8 % gegen den AfD-Kandidaten Jörg Domsgen durch und ist damit für weitere sieben Jahre im Amt bestätigt.
| Wahl | Bürgermeister | Vorschlag           | Wahlergebnis (in %) |
| ---- | ------------- | ------------------- | ------------------- |
| 2022 | Thomas Zenker | ZKM                 | 71,8                |
| 2015 | Thomas Zenker | ZKM                 | 47,8                |
| 2008 | Arnd Voigt    | Freie Bürger Zittau | 58,3                |
| 2001 | Arnd Voigt    | Freie Bürger Zittau | 62,3                |
| 1994 | Jürgen Kloß   | CDU                 | 51,2                |

### Wappen
Das Stadtwappen besteht aus einem viergeteilten Herzschild, in dessen 1. und 4. Feld der doppelschweifige silberne böhmische Löwe auf rotem Grund und im 2. und 3. Feld der schwarze schlesische Adler auf goldenem Grund abgebildet ist. Die Farben Weiß und Rot symbolisieren dabei die böhmischen Landesfarben. Der schwarze schlesische Adler wurde vom Herzog Heinrich von Jauer († 1346) verliehen – als Belohnung dafür, dass die Zittauer Bürger 1337 halfen, die Burg Tollenstein zu erobern. Den silbernen böhmischen zweischwänzigen Löwen, welcher die Herrschaft über zwei Volksstämme symbolisiert, verlieh König Johann von Böhmen. Das silberne Z in der Mitte des Initialwappens steht für den Anfangsbuchstaben der Stadt. 1896 wurde das Stadtwappen durch das Sächsische Hauptstaatsarchiv neu aufgestellt.
Darüber hinaus gibt es ein Prunkwappen, welches zusätzlich mit einer Helmdecke und einem Adlerflug versehen ist. Hier wird an die Zugehörigkeit zum Sechsstädtebund erinnert. Dieses Prunkwappen ist ausschließlich dem Oberbürgermeister vorbehalten.
Die Stadt Zittau besaß bis 2013 außerdem ein rot-weißes Stadtlogo, das auf der linken Seite das Salzhaus und den davor befindlichen Rolandbrunnen und auf der rechten Seite den Schriftzug Zittau zeigte. Im Zuge der Einführung eines neuen Erscheinungsbildes der Stadt Zittau entstand ein neues Stadtlogo, welches in stilisierter Form den Buchstaben „Z“ aus dem Wappen aufgreift und bei der touristischen Werbung mit dem in der Zeit des Oberlausitzer Sechsstädtebundes für Zittau gebrauchten Spruch „Die Reiche“ als Claim ergänzt wird.

### Städtepartnerschaften
- Pistoia, Italien, seit 1971
- Bogatynia (deutsch Reichenau), Polen, seit 1972
- Liberec (Reichenberg), Tschechien, seit 1973
- Villingen-Schwenningen, Deutschland, seit 1990
- Portsmouth (Ohio), USA, seit 1992
- Hrádek nad Nisou (Grottau), Tschechien, seit 2015
- Zielona Góra (Grünberg), Polen, seit 2016[29]

Zwischen dem Zittauer Ortsteil Eichgraben und der Gemeinde Eichgraben in Niederösterreich besteht ebenfalls eine Partnerschaft.
Darüber hinaus unterhält die Stadt Zittau Städtefreundschaften mit Frýdlant v Čechách (Friedland), Tschechien, seit 2013 sowie Česká Lípa (Böhmisch Leipa), Tschechien, seit 2019.
Im Rahmen des Städteverbundes Kleines Dreieck besteht seit 2001 eine intensive Zusammenarbeit mit Bogatynia und Hrádek nad Nisou.

## Kultur und Sehenswürdigkeiten

### Bauwerke

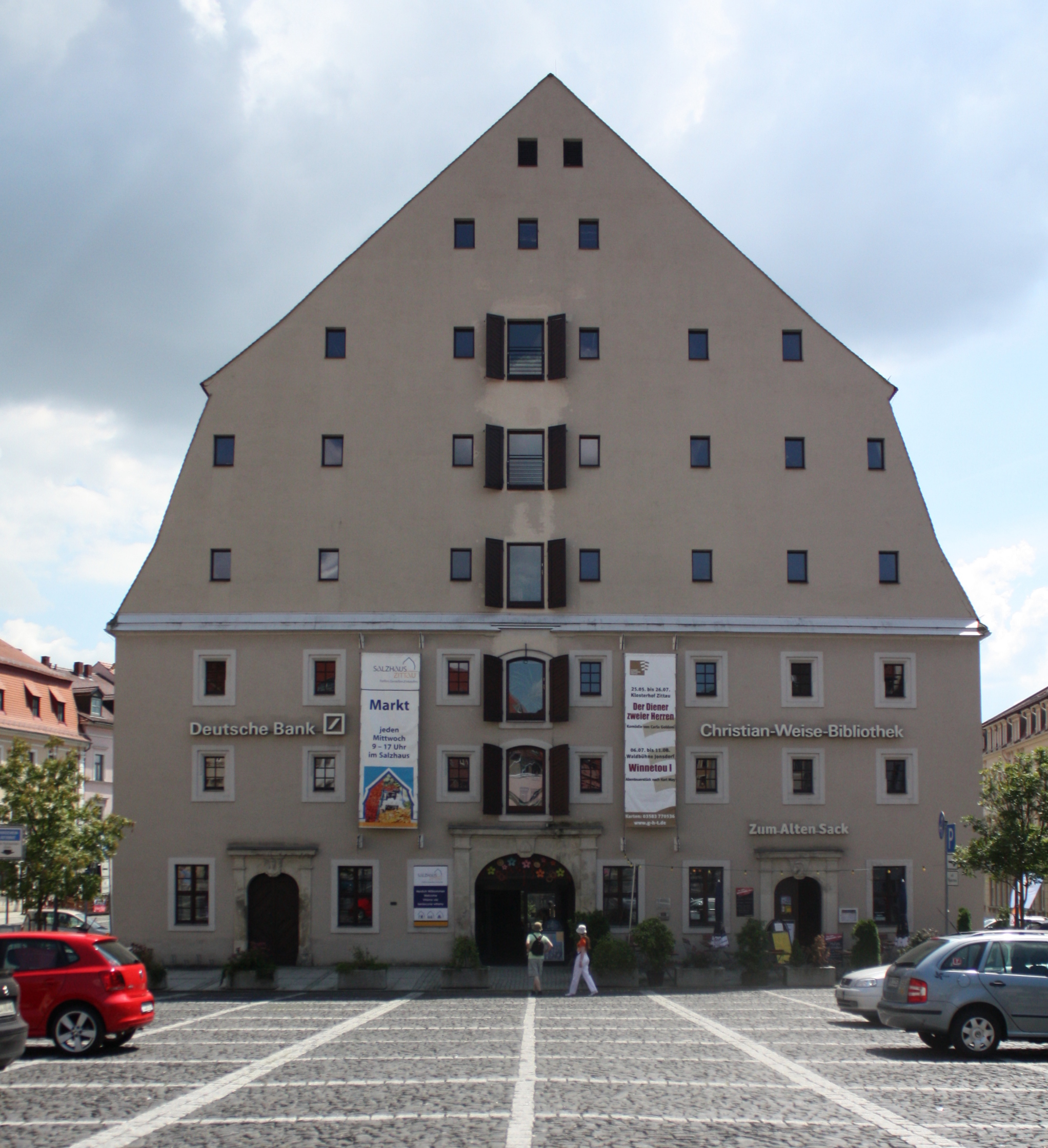
Salzhaus auf der Neustadt
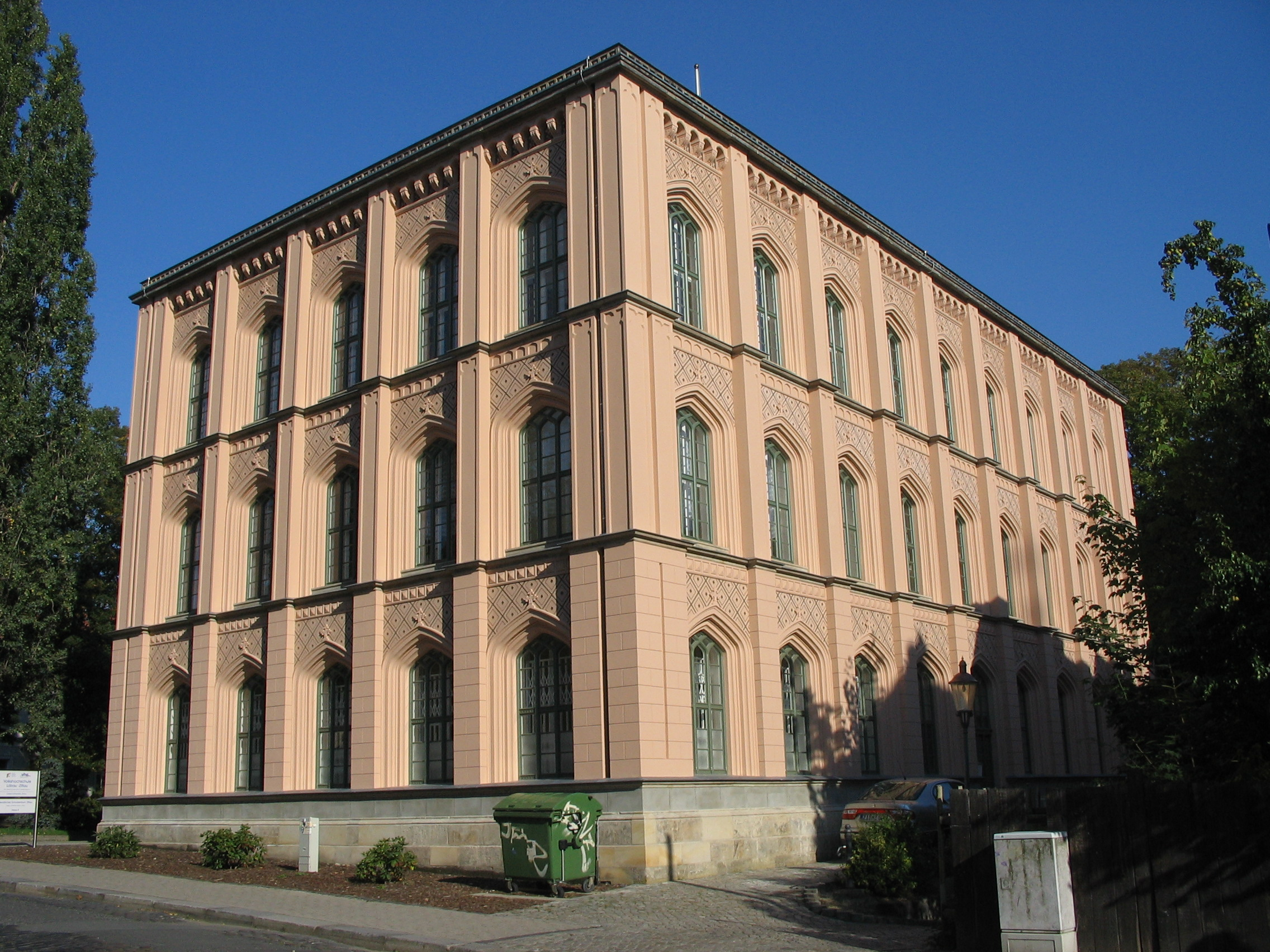
Baugewerkeschule am Stadtring
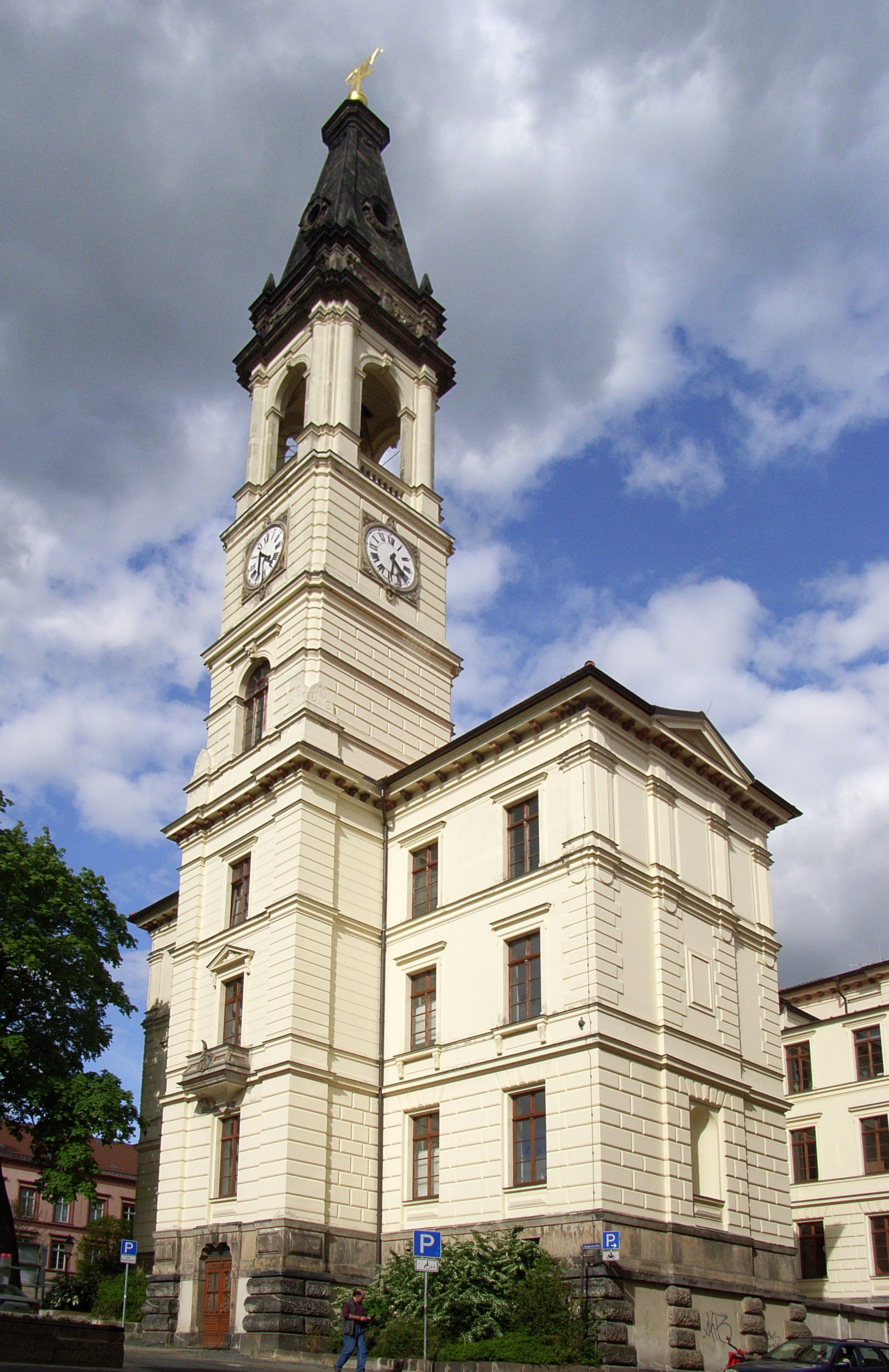
Johanneum am Stadtring
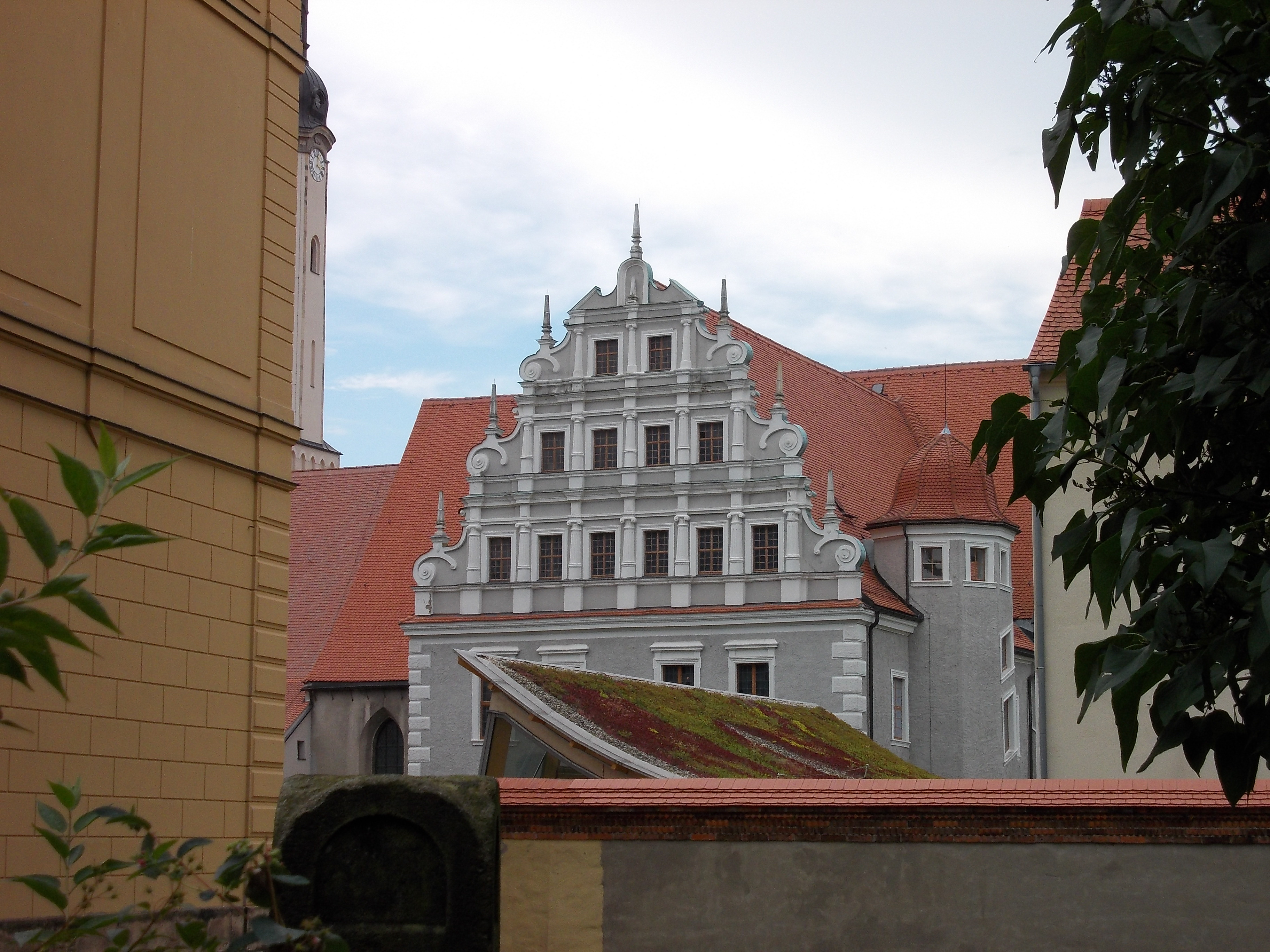
Heffterbau mit Renaissancegiebel
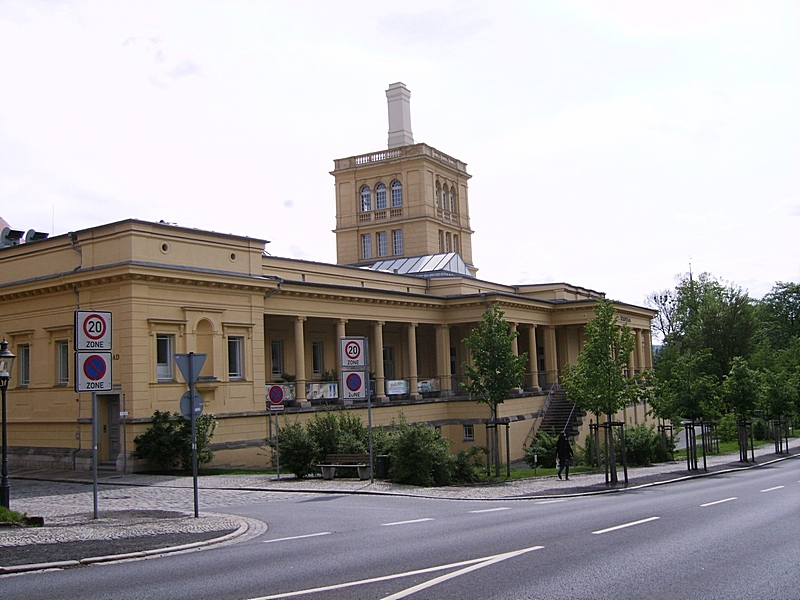
Stadtbad am Stadtring
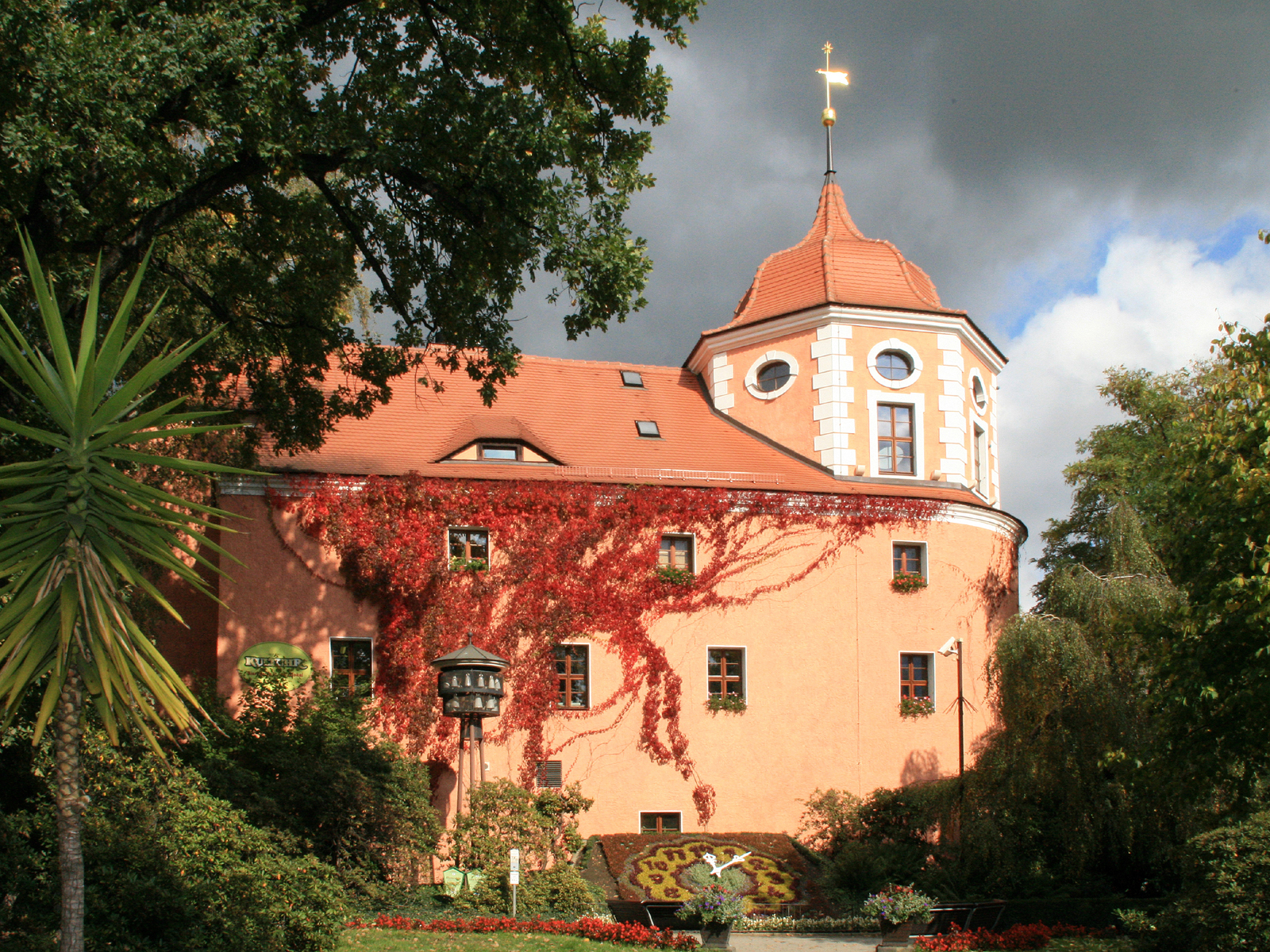
Fleischerbastei mit Blumenuhr und Glockenspiel
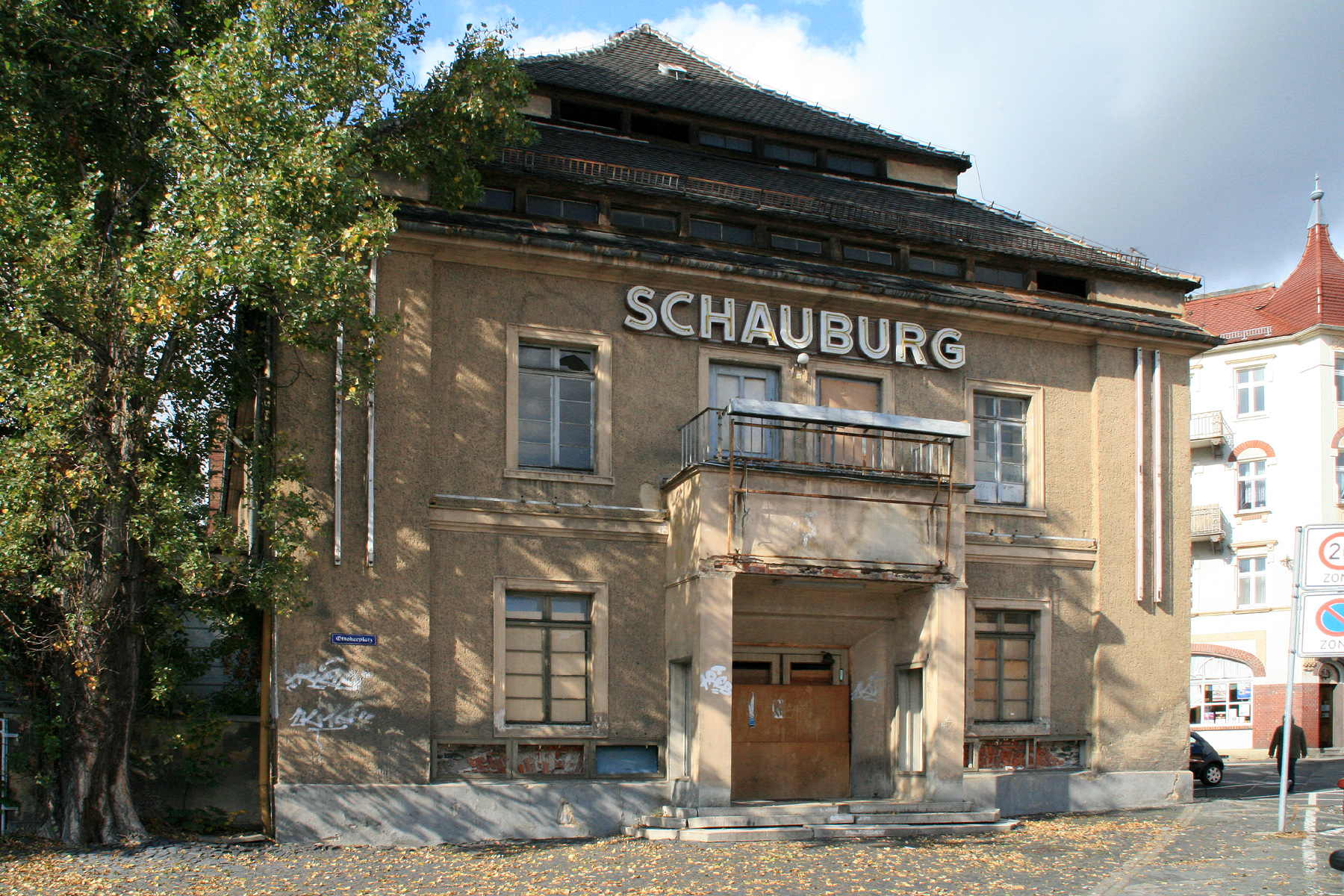
„Zittauer Schauburg“ am Stadtring
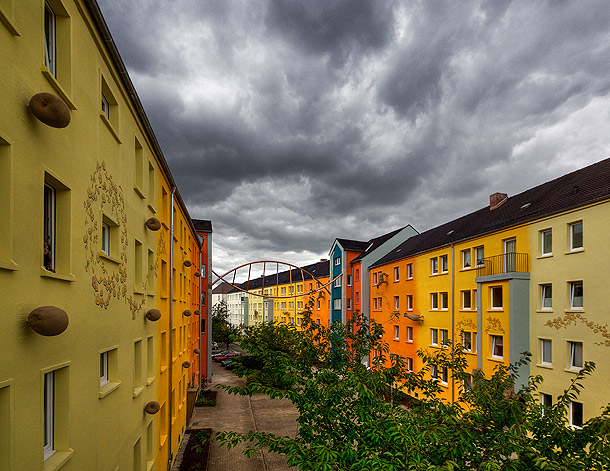
Künstlerviertel „Mandauer Glanz“
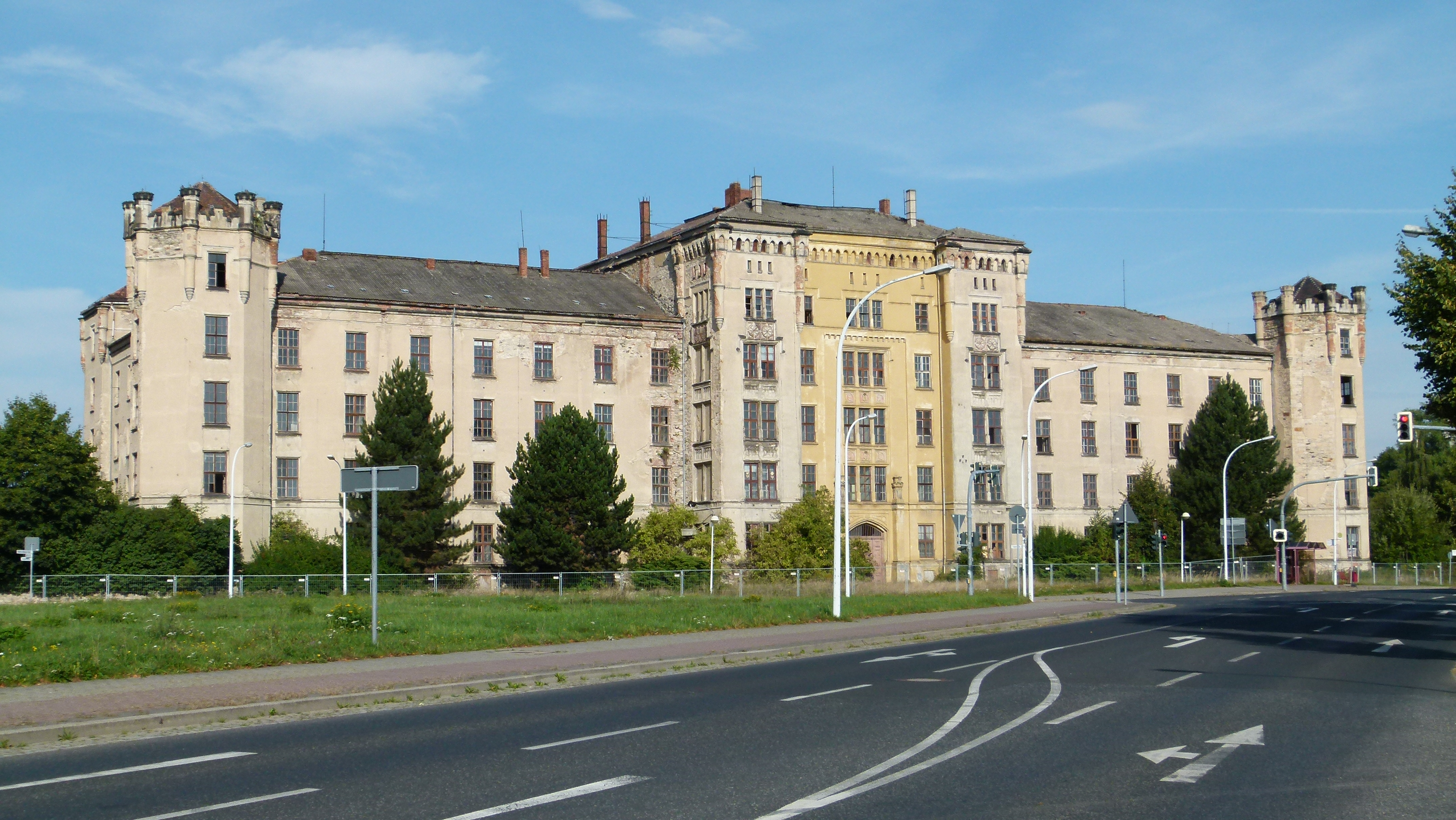
Mandau-Kaserne
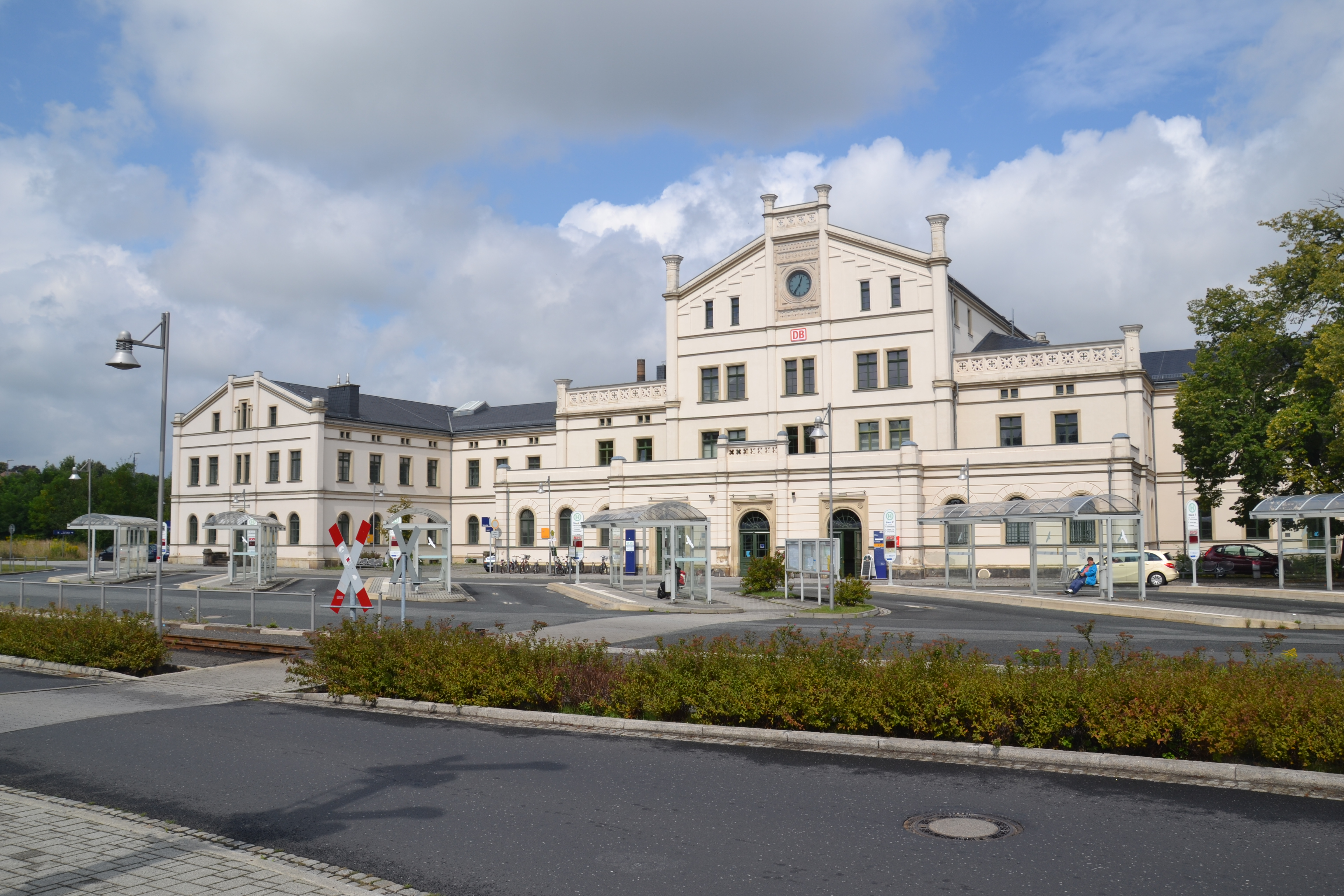
Bahnhof
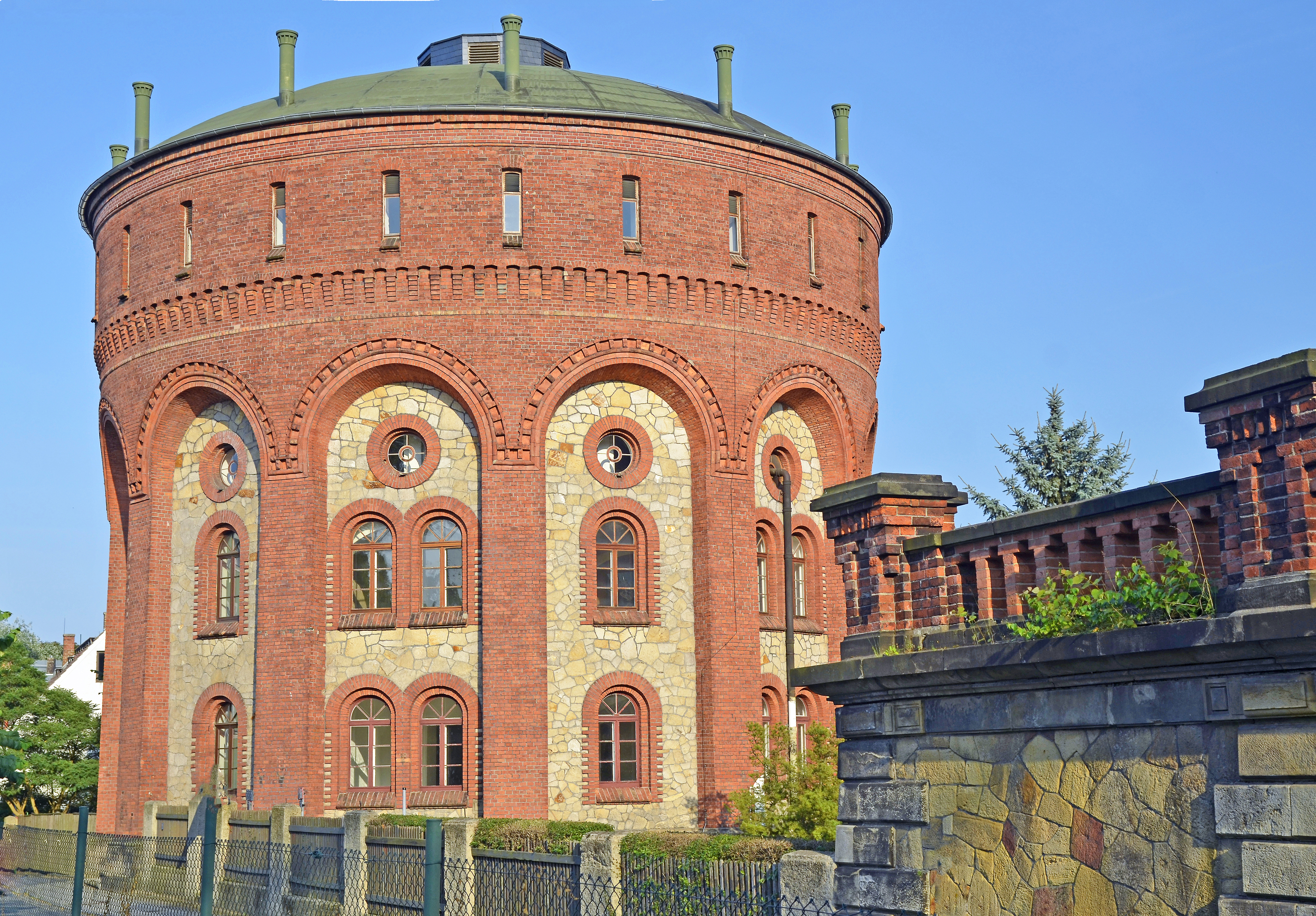
Historischer Wasserturm
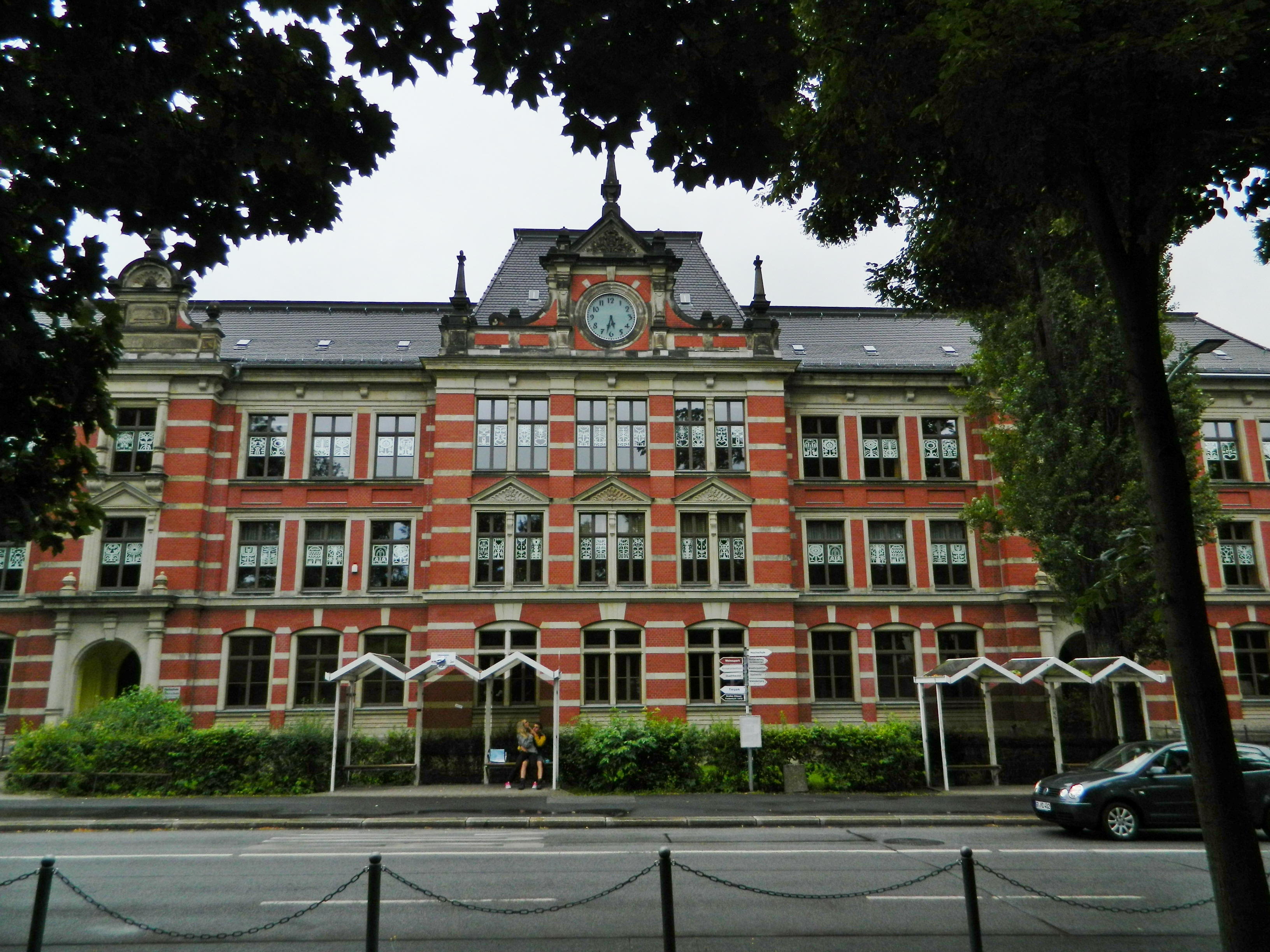
Parkschule am Stadtring
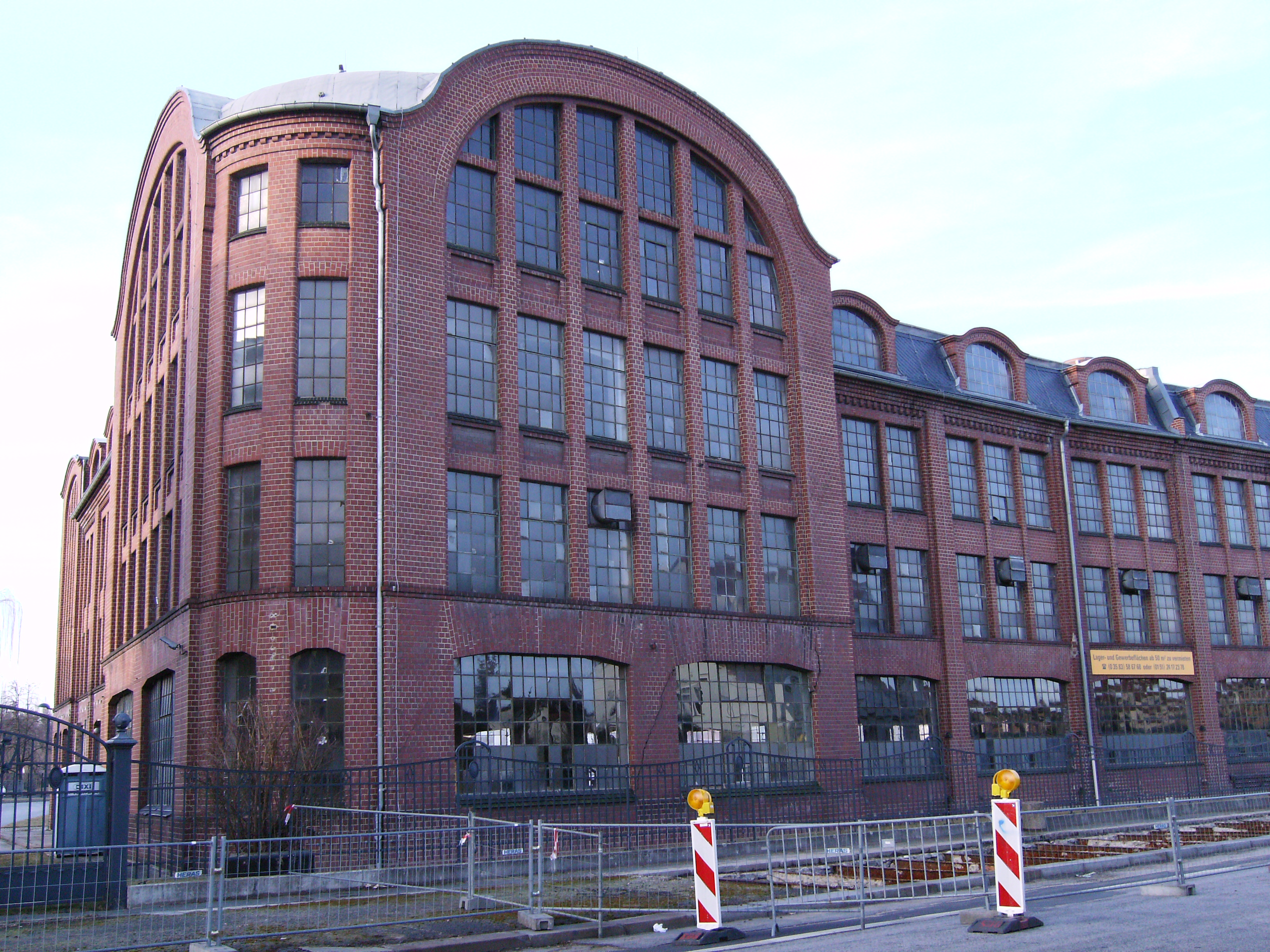
Ehemalige Textilwerke, Äußeren Oybiner Straße
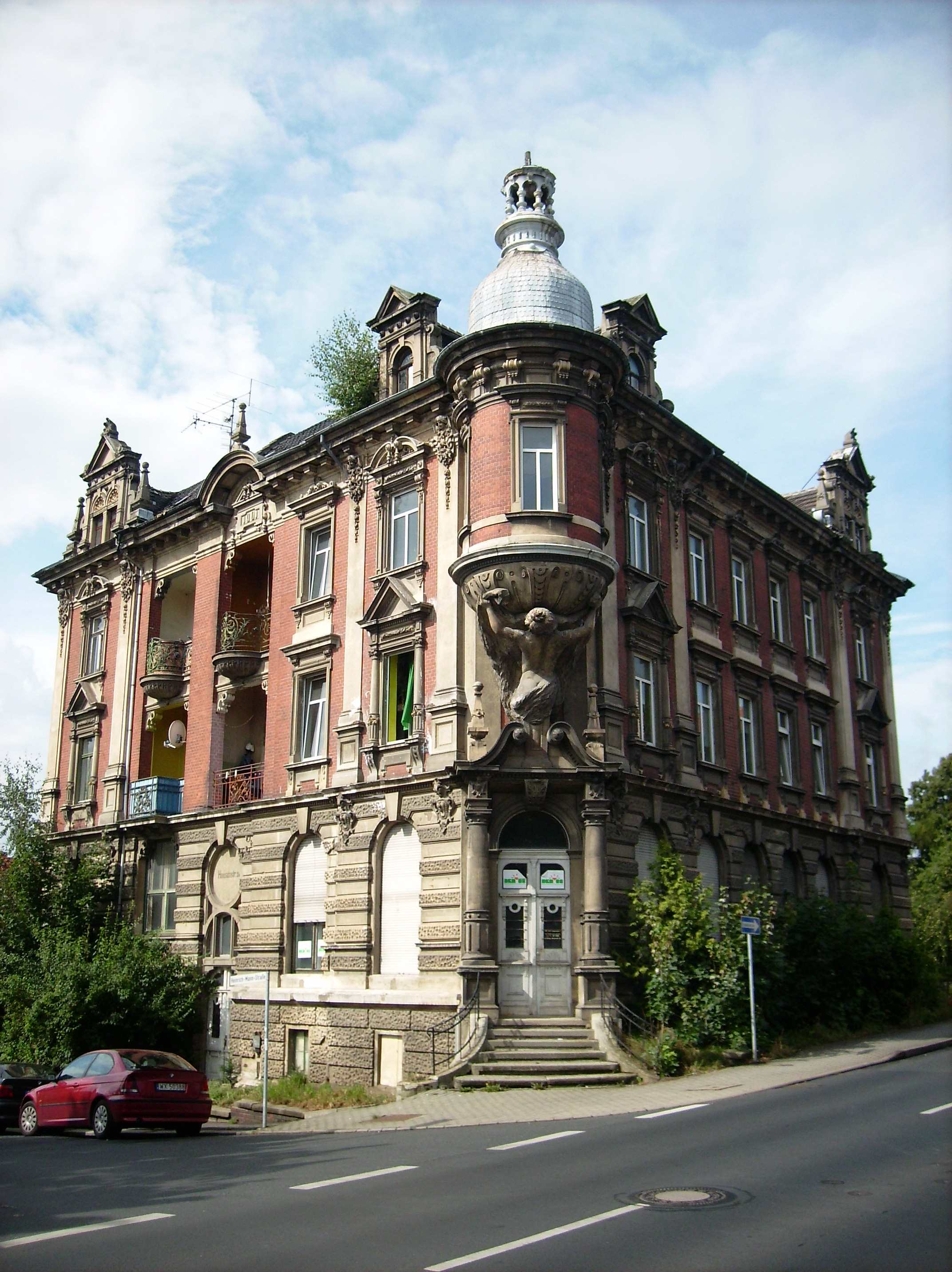
Wohngebäude, Dresdner Str.
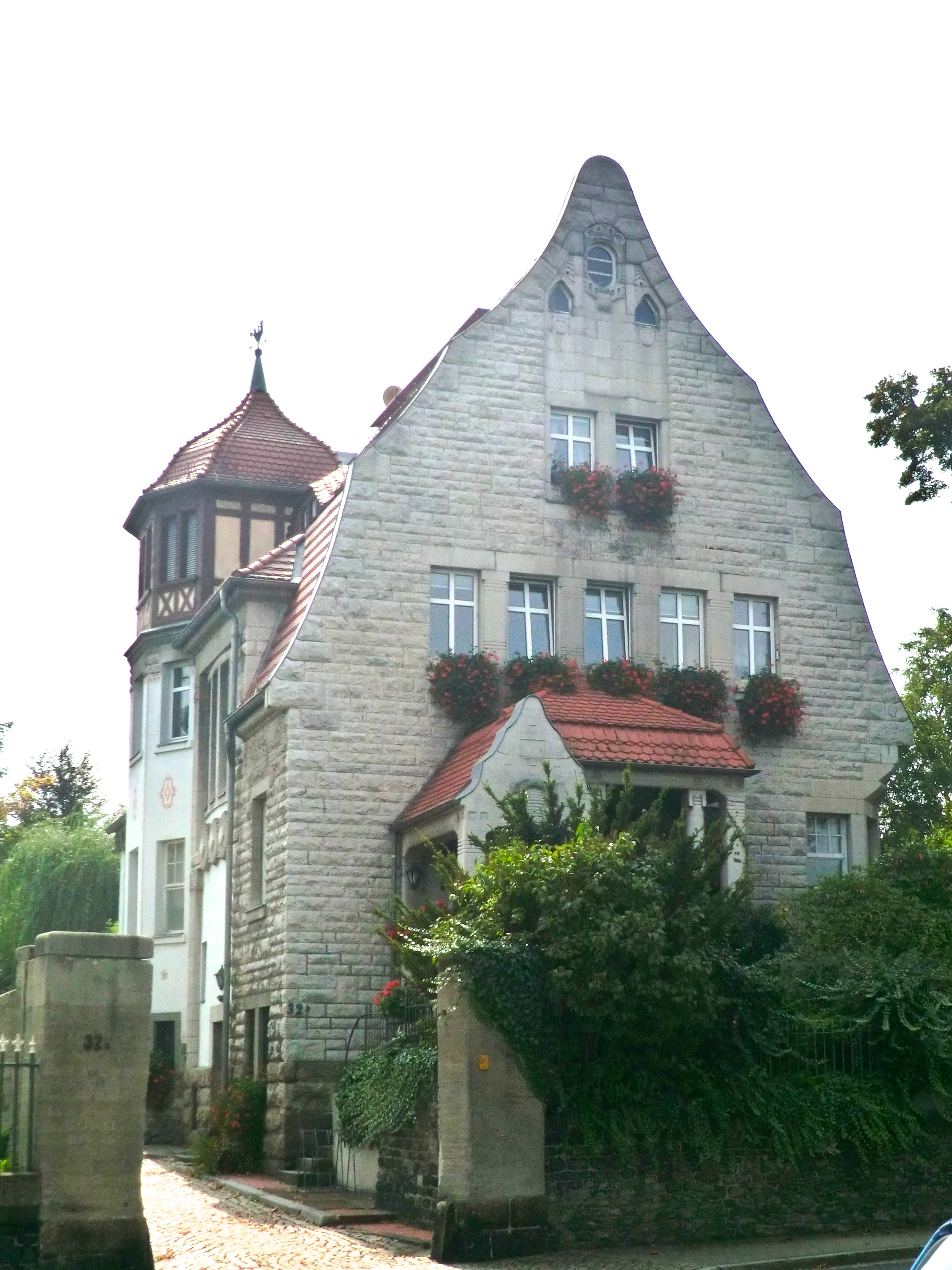
Gründerzeitvilla, Bahnhofstraße
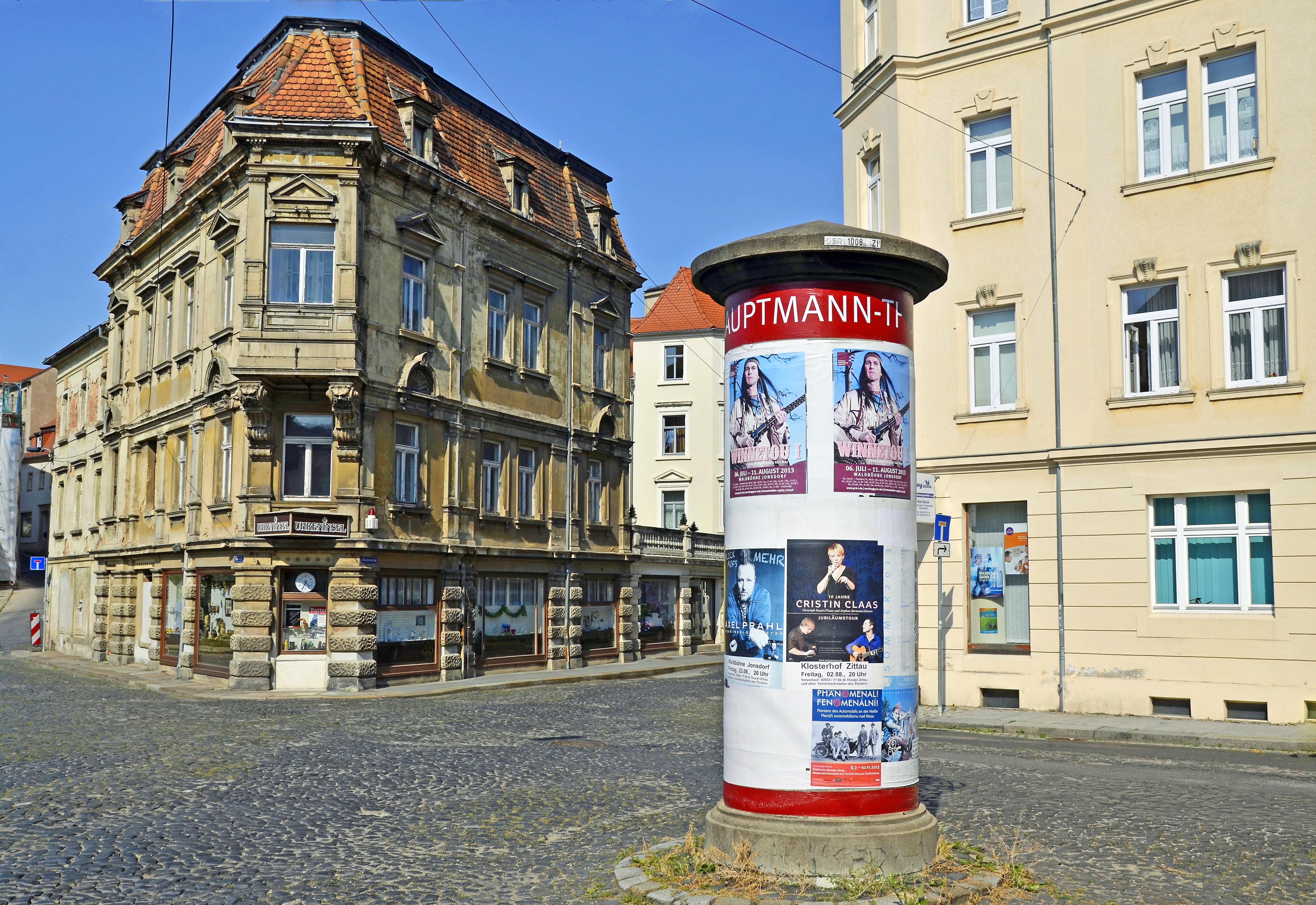
Die „Uhreninsel“, Geschäftshaus in der unteren Altstadt

- Rathaus – erbaut 1840–1845 unter der Leitung von Carl August Schramm (1807–1869) im Neorenaissancestil unter der Verwendung von Plänen von Karl Friedrich Schinkel (1781–1841), am Eingang befinden sich zwei große Sandsteinfiguren des Bildhauers Karl Gottlob Beyer (1812–1854), wobei die linke Sophia (Göttin der Weisheit) und die rechte Themis (Göttin der Gerechtigkeit) darstellen, der 50 m hohe Turm an der linken Seite ist ein dem Hauptbau angepasster Rest des 1757 zerstörten Gebäudes, 1990–2002 erfolgte die vollständige Sanierung, die Buntglasfenster im Innenhof von 1893 entstammen der Königlichen Hofglasmalerei & Kunstglaserei Türcke & Schlein, ein reich ausgestalteter Bürgersaal mit glanzvoller Holzkassettendecke von 1890/1891 wurde 1993 restauriert.
- Salzhaus oder Marstall auf der Neustadt – erbaut 1511 als dreistöckiges Gebäude (Grundfläche 53 m × 25 m), diente unter anderem als Rüstkammer, Pferdestall und Schüttboden, wurde 1572 auf vier Stockwerke erweitert, 1730 erfolgte die Aufsetzung eines Mansarddaches mit fünf weiteren Böden, seit dem 19. Jahrhundert Nutzung als Verwaltungsgebäude sowie als Lagerraum von Museum, Theater und städtischem Archiv, 1997 umfassende denkmalgerechte Sanierung, heute ist es eine Außenstelle des Landratsamtes Görlitz
- Baugewerkeschule, am Theaterring – erbaut 1846–1848 im neogotischen Stil unter Leitung von Carl August Schramm (1807–1869), beherbergte die Königlich Sächsische Bauschule, später Baugewerkschule, ab 1947 die Staatsbauschule; heute befindet sich die Volkshochschule Löbau-Zittau – Die Volkshochschule im Dreiländereck in diesem Gebäude, das 2005 komplett saniert wurde.
- Johanneum, am Theaterring – erbaut 1869–1871 im spätklassizistischen Stil, der Turm soll an das Bautzner Stadttor erinnern, benannt nach König Johann (1801–1873), beherbergte zunächst die städtische Schulanstalt, seit 1960 die Erweiterte Oberschule (EOS), die zwischen 1986 und 1993 den Namen Ernst Schneller (1890–1944) trug, heute Christian-Weise-Gymnasium, in der Aula befindet sich ein 1878 entstandenes Wandgemälde Paulus predigt in Athen von Anton Dietrich (1833–1904), das 1962–1987 aus politischen Gründen verhängt war, 1996 erfolgte die vollständige Fassadensanierung, 2006 bis ca. 2008 ein kompletter Innenausbau.
- Altes Gymnasium, am Johannisplatz – eines der ersten deutschen Gymnasien überhaupt; erbaut nach 1571 auf dem Grundstück des Kreuzhofes der Johanniterkommende, 1586 eingeweiht, kurz nachdem der Begründer Nikolaus von Dornspach (1516–1580) verstorben war. Das heutige Aussehen basiert auf dem Umbau 1602, als das Gässchen überbrückt wurde, im 19. und 20. Jahrhundert erfolgte die Nutzung als Bibliothek, Schule und Internat, seit 1996 als Geschäftsräume für die Zittauer Wohnungsbaugesellschaft mbH. Das Gebäude trägt unter dem Dachsims die Inschrift Nullum munus melius majusve reipublicae offerre possumus, quam si doceamus atque erudiamus juventutem, his praesertim moribus ac temporibus quibus ita prolapsa est, ut omnium opibus refrenanda atque coercenda sit.
- „Heffterbau“ an der Pfarrstraße – Teil des ehemaligen Franziskanerklosters, nach 1690 zur Exulantenkirche umgebaut, von 1709 bis 1951 als Ratsbibliothek genutzt, 1977 für den Besucherverkehr von der Bauaufsichtsbehörde gesperrt, 2000–2002 vollständig saniert, heute Ausstellungsraum der Städtischen Museen Zittau, bekannt durch den so genannten Hefftergiebel (Spätrenaissancegiebel), der 1652–1662 von Martin Pötzsch auf Veranlassung des Bürgermeisters Heinrich von Heffter (1610–1663) geschaffen worden war
- Stadtbad, am Töpferberg – 1812 Einrichtung einer ersten Badeanstalt, 1816 zu Ehren des Königs Augustusbad benannt, 1869 abgebrochen. Der spätklassizistische Neubau entstand 1871–1873 unter der Leitung des Zittauer Stadtbaudirektors Emil Trummler (1823–1894), der Turm soll einen Rest der alten Stadtbefestigung verkörpern, der obere Teil wurde dabei dem 1861 eingestürzten Turm des Webertores nachgebildet. Es ist das älteste noch erhaltene und genutzte Stadtbad Deutschlands.
- Historische Fleischbänke, an der Reichenberger Straße – 1757 von der Rathausrückseite auf die damals Böhmische Straße verlagert, 1848 als Markt eröffnet, 1986–1988 rekonstruiert zur 750-Jahr-Feier der Stadt, heute weitgehend ungenutzt.
- „Fleischerbastei“, am Karl-Liebknecht-Ring – frühere Befestigungsanlage der Stadt, 1633 im so genannten böhmischen Zwinger erbaut. 1842–1929 als Stadtgärtnerei genutzt, 1998 saniert, seitdem Nutzung als Restaurant. An der Fleischerbastei befinden sich die Blumenuhr und das Glockenspiel aus Meißner Porzellan.
- „Dornspachhaus“ am Johannisplatz – Renaissancebau von 1553, dessen Name sich von dem Bauherrn, Bürgermeister Nikolaus von Dornspach (1516–1580) herleitet. Der um 1610 entstandene Innenhof wird von einem Umgang mit Loggien, bestehend ionischen Säulen, umschlossen. Wurde ab 1909 als Volkslesehalle genutzt, 1998 saniert; im Erdgeschoss befindet sich ein historisches Wirtshaus.
- „Schauburg“ am Ottokarplatz – erbaut 1828 als städtisches Mehlmagazin, 1863–1928 Reithalle, 1928–1991 Lichtspieltheater, 1977–1979 Umgestaltung und Einrichtung einer Visionsbar, heute ein von der Zittauer Schauburg GmbH geleitetes Veranstaltungshaus für Konzerte und öffentliche sowie private Veranstaltungen.
- Künstlerviertel „Mandauer Glanz“ – der Innenstadtbereich Rosenstraße/Grüne Straße wurde im Rahmen seiner Sanierung 2009 künstlerisch gestaltet. Die vorher nüchternen Fassaden erhielten einen Anstrich in Regenbogenfarben und wurden mit Reliefs sowie großen Skulpturen versehen. In der Anfangszeit hatte das Projekt den Arbeitstitel Quartier Zittauer Tor.[32] Anlässlich des Tages des offenen Denkmals am 12. September 2010 wurde das Projekt der Öffentlichkeit vorgestellt.

Allein in der Altstadt sind seit der politischen Wende mehr als 60 Baudenkmale abgerissen worden, darunter barocke Bürgerhäuser und Kaufmannshäuser der Renaissance.

### Sakralbauten und Gemeindehäuser

#### Kirchen
Zittau hat insgesamt acht Kirchengebäude:
|                                  | Name (gängig, genau) | Konfession                                                                              | Lage                                                         |
| -------------------------------- | --- | --------------------------------------------------------------------------------------- | ------------------------------------------------------------ |
| Johanniskirche Zittau            | JohanniskircheKirche St. Johannis                                                                                                | evangelisch-lutherisch, Hauptkirche der Evangelisch-Lutherischen Kirchengemeinde Zittau | Stadtzentrum, (am Markt)                                     |
| Klosterkirche Zittau             | Klosterkirche (→Klosterkirchen, →St.-Peter-und-Paul-Kirchen)Klosterkirche St. Peter und Paul des ehemaligen Franziskanerklosters | evangelisch-lutherisch (gehört zur Evangelisch-Lutherischen Kirchengemeinde Zittau)     | Stadtzentrum, (am Klosterplatz)                              |
| Weberkirche Zittau               | Weberkirche (siehe Abschnitt unten)Kirche zur Hl. Dreifaltigkeit                                                                 | evangelisch-lutherisch (gehört zur Evangelisch-Lutherischen Kirchengemeinde Zittau)     | Stadtzentrum, (am Ring in der Achse der Äußeren Weberstraße) |
| Frauenkirche Zittau              | Frauenkirche (siehe Abschnitt unten)(Kirche ist der Gottesmutter Maria geweiht)                                                  | evangelisch-lutherisch (gehört zur Evangelisch-Lutherischen Kirchengemeinde Zittau)     | östlich des Stadtzentrums, (auf dem Frauenfriedhof)          |
| Front der Zittauer Apostelkirche | Apostelkirche (→Apostelkirchen)                                                                                                  | evangelisch-lutherisch (gehört zur Evangelisch-Lutherischen Kirchengemeinde Zittau)     | südlich des Stadtzentrums, (an der Neißstraße)               |
| Hospitalkirche Zittau            | Hospitalkirche (→Hospitalkirchen)Hospitalkirche St. Jakob                                                                        | evangelisch-methodistisch                                                               | südlich des Stadtzentrums, (am Martin-Wehnert-Platz)         |
| Marienkirche Zittau              | MarienkircheKatholische Pfarrkirche Mariä Heimsuchung                                                                            | römisch-katholisch                                                                      | nördlich des Stadtzentrums, (an der Lessingstraße)           |
| Kreuzkirche Zittau               | Kreuzkirche (siehe Abschnitt unten)Museum Kirche zum Hl. Kreuz                                                                   | entwidmet (Ausstellung Fastentuch)                                                      | Stadtzentrum, (am Ring an der Frauenstraße)                  |

##### Johanniskirche
Die Kirche St. Johannis Zittau – 1291 zum ersten Mal urkundlich erwähnt – war ursprünglich eine gotische Hallenkirche, die im Stadtbrand 1757 zerstört wurde, einschließlich der kurz zuvor eingeweihten Silbermann-Orgel. Die Grundsteinlegung für den Neubau erfolgte am 23. Juli 1766. Nach mehreren Jahren Bautätigkeit erfolgten nach 1770 auf Grund von Geldmangel und Rissen im Gebäude mehrmalige Baustopps. Nach einem Entwurf von Wilhelm Stier im Auftrag von Karl Friedrich Schinkel wurde die Kirche 1833 unter der Bauleitung von Carl August Schramm fertiggestellt und 1837 eingeweiht. Das Altarbild schuf Wilhelm Bernhard Rosendal (1804–1846) im Jahr 1836. Die Statue des segnenden Christus nach Bertel Thorvaldsen wurde 1887 von dem Bildhauer Schwartz aus Dresden aus einem Sandsteinblock gearbeitet. 1843 erhielt die Kirche eine Orgel. Die jetzige Orgel wurde 1929–1930 durch die Orgelbaufirma A. Schuster & Sohn aus Zittau nach Plänen des Musikdirektors Hans Menzel eingebaut. In den Jahren 1991–1998 erfolgte die Sanierung der Kirche.
Bedeutender Organist an St. Johannis war über mehr als 50 Jahre bis zu seinem Tod am 18. Juli 1735 der deutsche Organist und Komponist Johann Krieger.

##### Weberkirche
Die Weberkirche oder Dreifaltigkeitskirche an der Inneren Weberstraße wurde 1488–1508 erbaut. Umbauten erfolgten zwischen 1713 und 1718 und 1889, als die Eingänge an der Nord- und Südseite verschwanden und die Kirche einen neuen nach Westen ausgerichteten Eingang erhielt.

##### Frauenkirche
Die Frauenkirche an der Hammerschmiedtstraße liegt auf dem Areal des Frauenfriedhofs, des größten innerstädtischen Friedhofs. Ihre erste Erwähnung datiert auf das Jahr 1355. Durch Brände wurde sie 1473 und 1535 vernichtet und bis 1572 wiederaufgebaut. 1607 und 1707 fanden bauliche Erweiterungen statt. 1897 wurden der Fußboden erhöht und das Gestühl erneuert. 1928 erhielt die Kirche eine Orgel.

##### Kreuzkirche
Die Kreuzkirche an der Frauenstraße ist eine zweischiffige Hallenkirche mit einem Sterngewölbe über einem Polygonpfeiler. Sie gilt als die größte und höchste Einstützenkirche Deutschlands. Um 1410 errichtet, mit deutlichen böhmischen Einflüssen von Peter Parlers Bauhütte, brannte sie im Dreißigjährigen Krieg ab. Danach wurde sie unter Bürgermeister Christian von Hartig mit spätgotischem und frühbarockem Inventar wieder aufgebaut. Diese Begräbniskirche mit dem sie umgebenden Friedhof und dessen prächtigen Grabmälern musste 1972 entwidmet werden. Nach der Sanierung Mitte 1999 ist sie das Museum Kirche zum Hl. Kreuz, wo das Große Zittauer Fastentuch (8,20 m × 6,80 m) von 1472 ausgestellt wird (siehe Abschnitt „Museen und Bibliotheken“).

#### Gemeindehäuser
Des Weiteren besitzt Zittau folgende Gemeindehäuser:
- Lutherhaus und Christliches Gemeindezentrum ELIM (Elim-Gemeinden) in der Inneren Oybiner Straße
- Gemeindehaus der Siebenten-Tags-Adventisten an der Bahnhofstraße
- Gemeindehaus der Neuapostolischen Kirche an der Leipziger Straße
- Gemeindehaus der Katholisch-Apostolischen Gemeinde an der Marschnerstraße

#### Synagoge

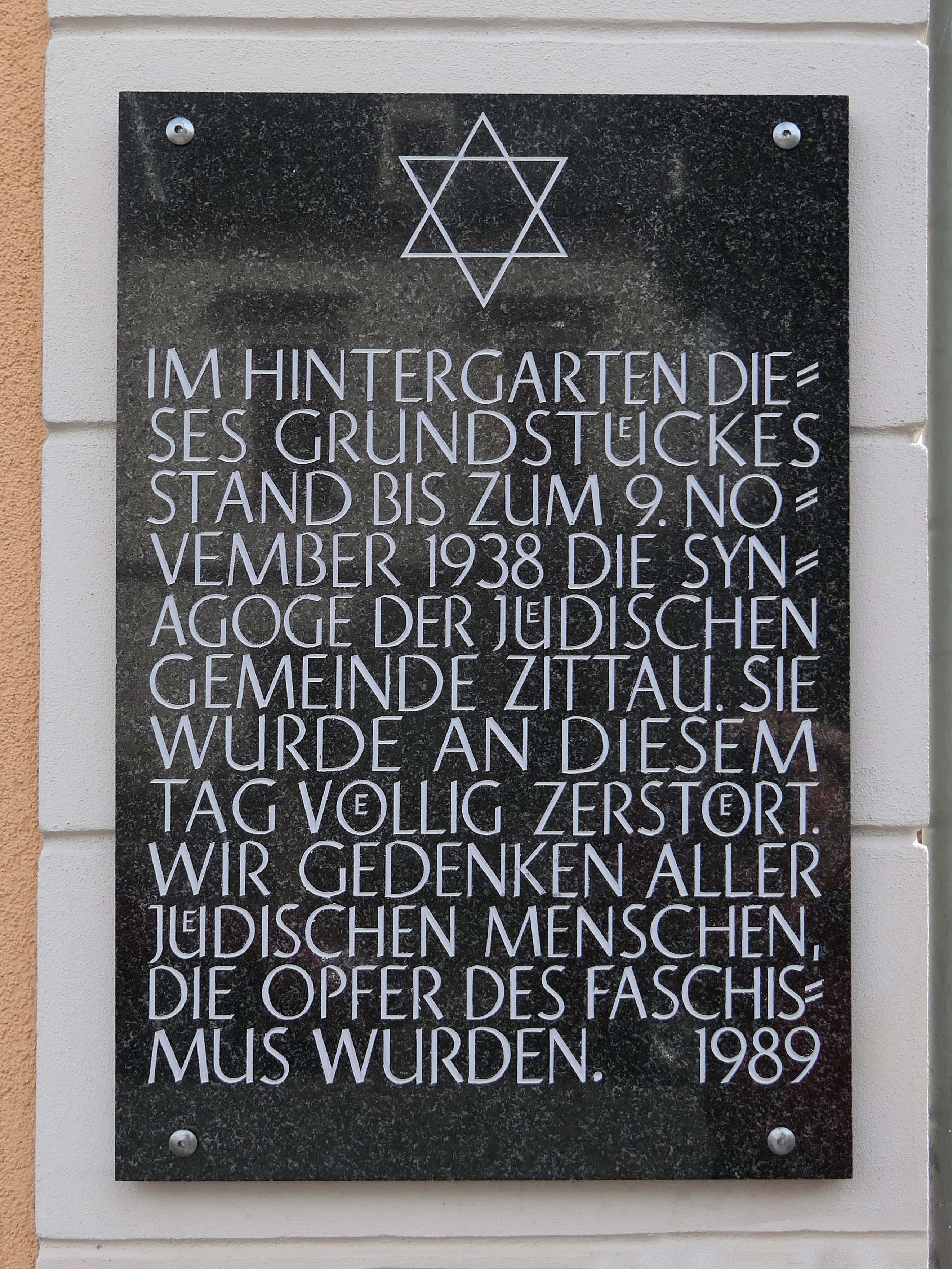
Gedenktafel für Synagoge

Zittau hatte auf dem Gelände der Lessingstraße 12 eine Synagoge. Sie wurde 1906 geweiht und 1938 während der Reichspogromnacht (euphemistisch und propagandistisch durch die Nationalsozialisten benannt: Reichskristallnacht) zerstört. Es erinnert eine 1989 angebrachte Gedenktafel an den Standort.

#### Friedhöfe
Der vermutlich älteste Friedhof in Zittau ist der noch genutzte historische Frauenfriedhof. Ursprünglich hatten die evangelisch-lutherischen und römisch-katholischen Pfarrkirchen der Stadt jeweils eigene Friedhöfe in deren unmittelbarer Umgebung. In der Tradition der konfessionellen Friedhöfe stand der 1887 angelegte Jüdische Friedhof Zittau.

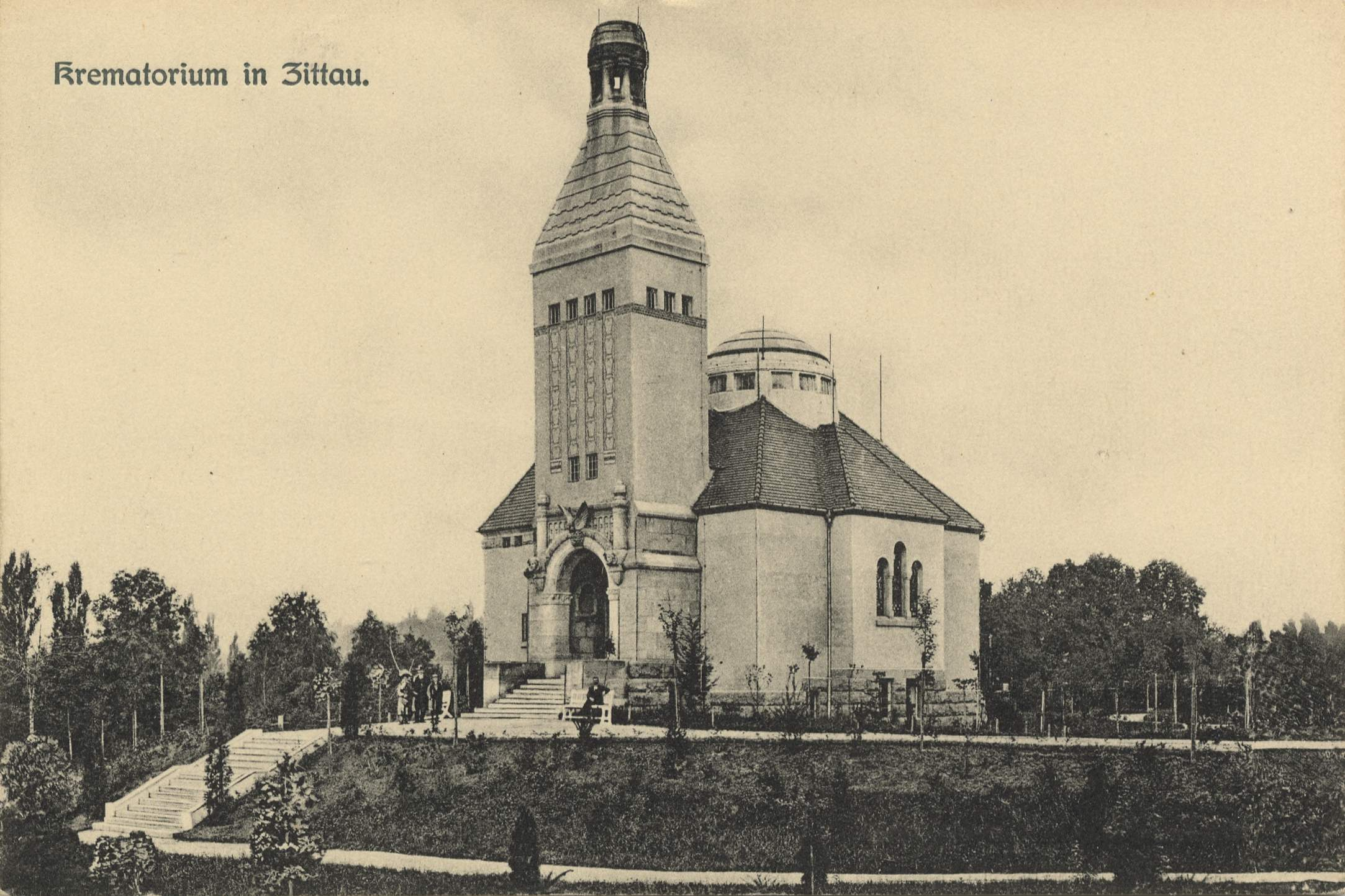
Krematorium Zittau kurz nach Fertigstellung (Ansichtskarte)

Anfang des 20. Jahrhunderts gehörte Zittau zu den ersten Kommunen in Deutschland, in denen die Feuerbestattung populär wurde. Einflussreiche Bürger gründeten einen Feuerbestattungsverein, der auch von der Stadtverwaltung unterstützt wurde, in dem sie Bauland und einen zinslosen Kredit für ein Krematorium zur Verfügung stellte. 1908 konnte der Verein mit dem Bau des Krematoriums beginnen, zugleich wurde ein Urnenhain angelegt, der seither mehrfache Erweiterungen erfuhr. Der auch Städtischer Friedhof genannte Urnenhain des Krematoriums stellte im Jahr 2022 die mit Abstand größte und wichtigste Begräbnisstätte der Stadt dar, während Erdbestattungen in Zittau nur von untergeordneter Bedeutung waren.

### Denkmale

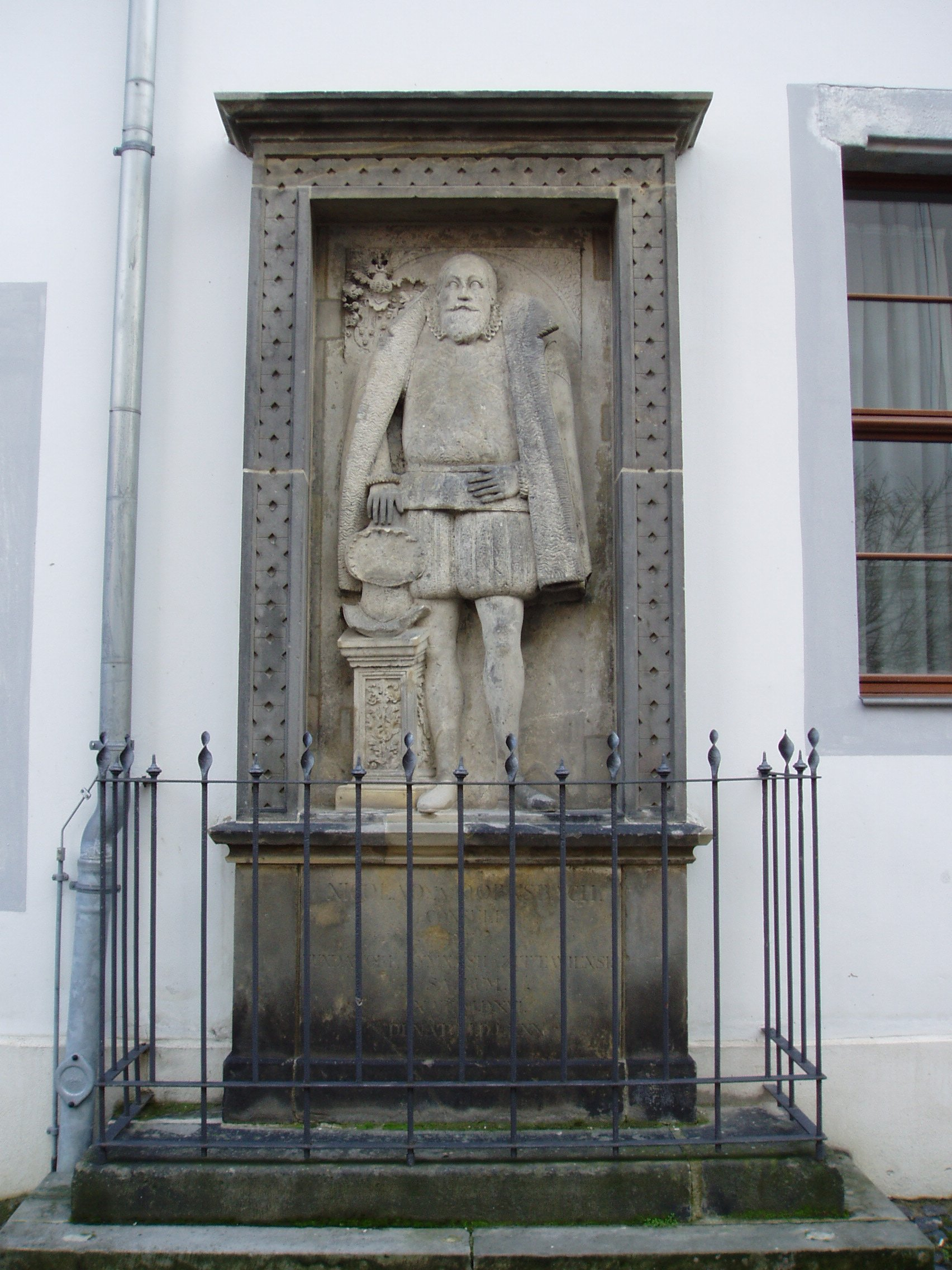
Grabmal des Nikolaus von Dornspach (1516–1580)

- Mahnmal für die Opfer des Faschismus aus dem Jahr 1946 auf dem Klienebergerplatz, dessen Name an den jüdischen Arzt Carl Klieneberger erinnert, der 1938 in den Freitod ging. Der Sockel dieses von der VVN initiierten Denkmals gehörte ursprünglich zu einem um 1900 eingeweihten Bismarckdenkmal.
- Straßenbenennung „Dr.-Brinitzer-Straße“ zur Erinnerung an den jüdischen Arzt, der 1946 an den Folgen der erlittenen Haft im KZ Buchenwald starb
- Kriegerdenkmal zu Ehren der Gefallenen des 3. Königlich Sächsischen Infanterie-Regiments Nr. 102 „König Ludwig III. von Bayern“[37]; 1921 nach Entwurf des Architekten Richard Schiffner; Der das Kenotaph-artige Monument bekrönende Adler wurde 1960 auf Anordnung der SED-Kreisleitung entfernt und auf einem alten Bauhof vergraben. Dort wurde er auf Initiative des Stadtrats Dietrich Thiele im Mai 2008 ausfindig gemacht. Nach anschließender Restaurierung kehrte der Granitadler 2010 wieder auf das Denkmal zurück.[38]
- Kriegerdenkmal zu Ehren der Gefallenen des Reserve-Infanterie-Regiments 242 an der Klosterkirche[39]
- „Haberkorndenkmal“ und Konstitutionssäule am Haberkornplatz
- Marschner-Denkmal, Christian-Weise-Büste und Büste von Carl Gottlob Moráwek am Karl-Liebknecht-Ring
- Grabmal des Nikolaus von Dornspach an der Nordseite des ehemaligen Johanniskirchhofs – 1584 wurde es auf sein Grab gelegt, 1812 nach dem Stadtbrand 1757 wieder aufgefunden, 1838 am alten Gymnasium aufgestellt
- Morawek-Gedenkstein an der Morawekstraße, in Erinnerung an den Historiker und Heimatforscher Carl Gottlob Moráwek
- „Stolpersteine“, die an ehemalige jüdische Bürger erinnern
- Grabstätte und Gedenkstein von 1945 auf dem Friedhof des Ortsteiles Dittelsdorf für Verfolgte des Naziregimes
- Gedenkstein an der Ecke Untere Bergstraße / Hauptstraße im Ortsteil Pethau, zur Erinnerung an den kommunistischen Widerstandskämpfer Willi Gall, der 1941 in Berlin-Plötzensee ermordet wurde
- Gedenktafel aus dem Jahr 1989 am Haus Lessingstraße 12 zur Erinnerung an die zerstörte Synagoge und an die jüdischen Opfer der Shoa
- Gedenkstein aus dem Jahr 1948 auf dem Jüdischen Friedhof an der Görlitzer Straße zur Erinnerung an die 40 ermordeten jüdischen Bürger der Städte Zittau und Löbau
- Gedenkstätte im Urnenhain der Stadt Zittau zur Erinnerung an KZ-Häftlinge und Zwangsarbeiter, die während des Zweiten Weltkriegs in den Zittwerken Zwangsarbeit verrichten mussten
- Gedenktafel am Haus Neustadt 34 / Frauentorstraße an die dort 1933 gefolterten Hitler-Gegner, von denen zwei ermordet wurden: Alwin Hanspach und Julius Pawel; Eine ähnliche Tafel am Haus Rosa-Luxemburg-Straße 17 wurde nach 1990 beseitigt.
- Gedenktafel am Haus Burgstraße 4b zur Erinnerung an den jüdischen Kommunisten Rolf Axen, der 1933 von SA-Männern ermordet wurde

### Naturdenkmale
Vor dem Johanneum befindet sich ein sehr gut erhaltener, versteinerter, etwa vier Tonnen schwerer Wurzelstock einer Sumpfzypresse aus dem Tertiär, der 1932 im Tontagebau Hartau ausgegraben wurde. Der Heimatgeologe und Zittauer Gymnasiallehrer Studienrat Curt Heinke veranlasste die Bergung und Umsetzung des Fossils an seinen jetzigen Standort. 2004 wurde der Stumpf grundlegend konserviert und 2005 mit einer gläsernen Einhausung versehen.

### Parks und Gärten
- Weinau mit Tierpark
- Westpark
- Sinnesgarten an der Pfarrstraße

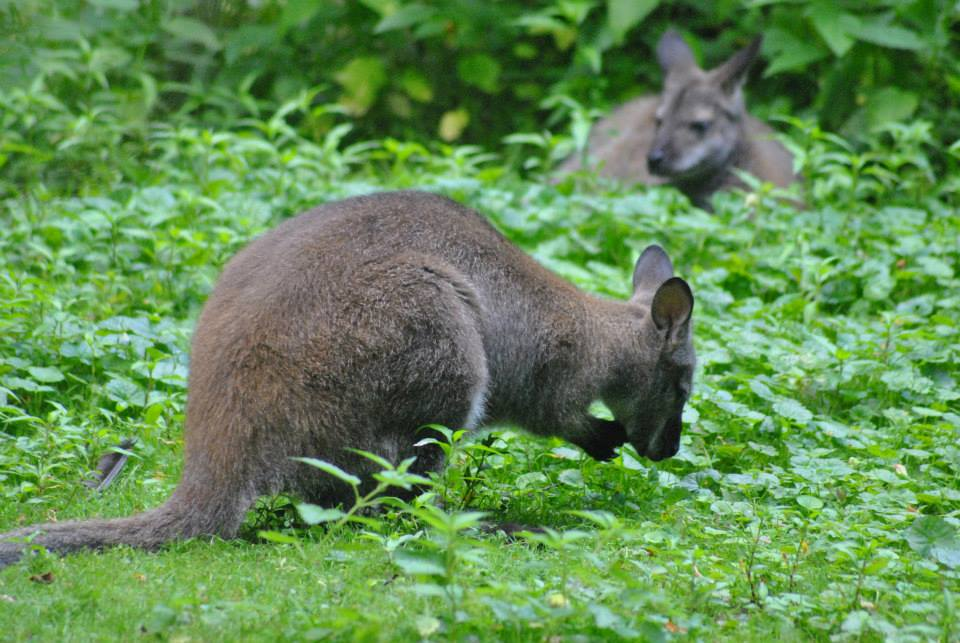
Kängurus im Tierpark Zittau

- Grüner Ring (entlang der ehemaligen Stadtmauer um die Innenstadt)

### Theater

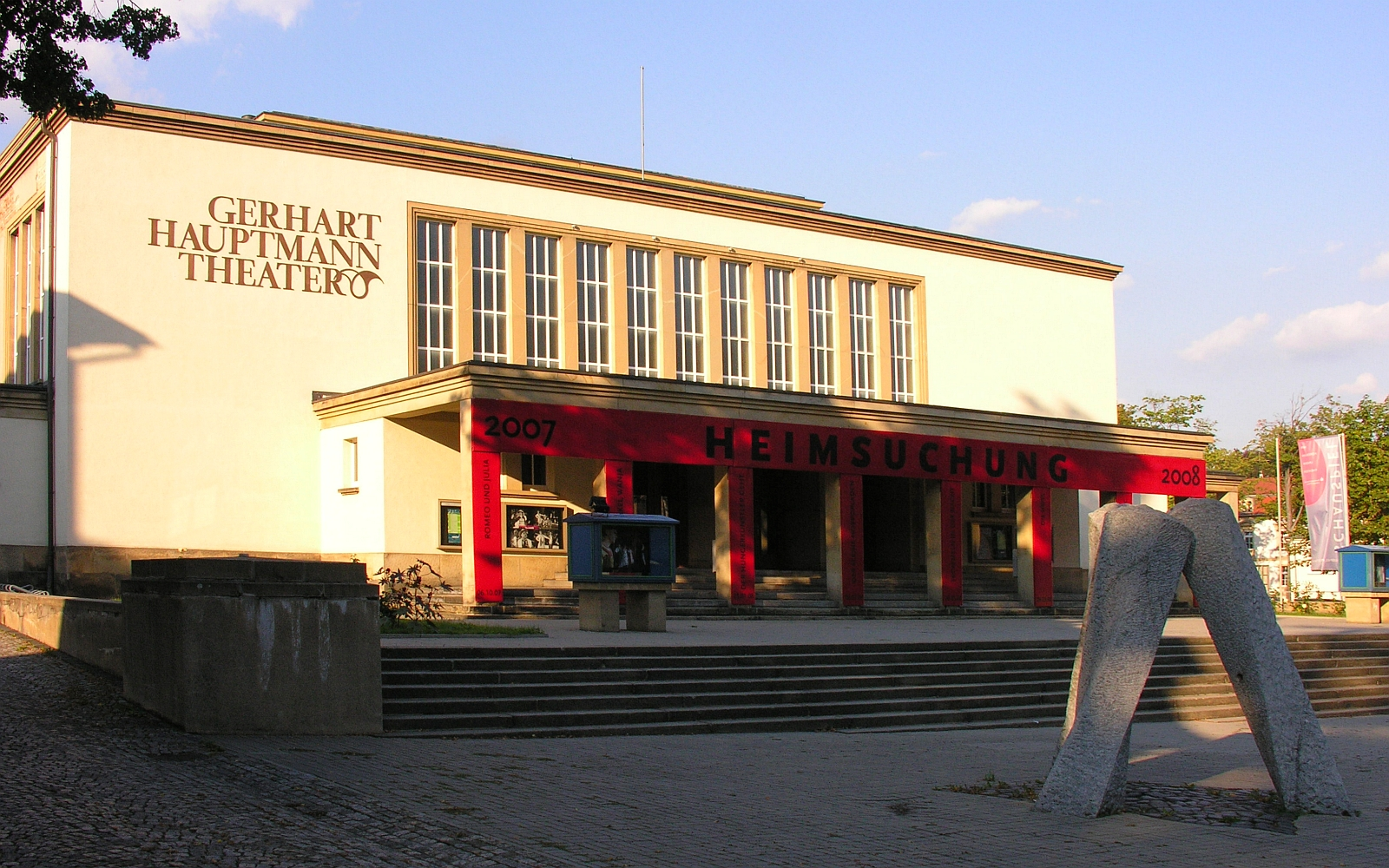
Gerhart-Hauptmann-Theater Görlitz-Zittau

Das Zittauer Stadttheater wurde 1936 als Grenzlandtheater Zittau in einem Neubau wiedereröffnet, nachdem das alte Theater in der Nachbarschaft des Marstalls am 4. März 1932 durch einen Brand völlig zerstört worden war. Das alte Theater in der heutigen Albertstraße wurde am 25. Oktober 1802 eröffnet. Im Jahr 1862 hatte es einen Umbau erfahren, der nach Plänen des Berliner Baumeisters Eduard Titz erfolgte. Bis zur Eröffnung des Neubaus diente der Saal der Gaststätte „Lindenhof“ als Interimsspielstätte.
In den Jahren 1963 bis 1989 war es mit dem Görlitzer Theater vereinigt. Ab 1993 wurde es als Gerhart-Hauptmann-Theater Zittau GmbH weitergeführt. Seit 1. Januar 2011 ist das Zittauer Theater erneut mit dem Görlitzer Theater fusioniert. Neuer Name des an zwei Standorten spielenden Vierspartenhauses (Schauspiel in Zittau sowie Musiktheater, Tanz und Konzerte in Görlitz) ist Gerhart-Hauptmann-Theater Görlitz-Zittau GmbH.
Das Theater in Zittau hat einen Zuschauerraum für etwa 400 Personen.

### Museen und Bibliotheken
- Städtische Museen Zittau (1854 begründet)
  - Kulturhistorisches Museum im Franziskanerkloster Zittau – stadtgeschichtliche Sammlung im ehemaligen Franziskanerkloster, Klosterhof und Schausammlung im Heffterbau mit Barocksaal, Ausstellung des Kleinen Zittauer Fastentuches von 1573, ständig wechselnde Sonderausstellungen
  - Museum für Naturkunde Dr. Curt Heinke – Sammlung zur erdgeschichtlichen Entwicklung der südöstlichen Oberlausitz, Ausstellung von Mineralien, Gesteinen und Fossilien
- Museum Kirche zum Heiligen Kreuz – beherbergt Deutschlands größte Museumsvitrine mit dem Großen Zittauer Fastentuch von 1472 (das einzige seiner Art in Deutschland und mit 8,20 Meter Höhe und 6,80 Meter Breite das drittgrößte überlieferte Fastentuch überhaupt) – mit dem Kleinen Zittauer Fastentuch Teil der regionalen Via Sacra
- Christian-Weise-Bibliothek – Stadt- und Kreisbibliothek (ca. 140.000 Medien, die Bibliothek wurde 1564 erstmals erwähnt)
  - Öffentliche Bibliothek im Marstall
  - Wissenschaftlicher und Heimatgeschichtlicher Altbestand (beherbergt u. a. die Zittauer Missalien)
- Hochschulbibliothek Zittau/Görlitz – öffentliche wissenschaftliche Fachbibliothek der Hochschule Zittau/Görlitz (ca. 188.000 Medien)
- Traditionskabinett des Deutschen Roten Kreuzes (seit Mai 2000)[44]

### Besonderheiten und Kuriositäten
- Zittauer Blumenuhr vor der Fleischerbastei am Karl-Liebknecht-Ring. Sie wurde 1907 unter Leitung des Parkinspektors Johannes Grabowski (* 1860) und des Ratsuhrmachers Otto Rödel (* 1843) errichtet. Das Uhrwerk stammt aus einer alten Turmuhr. Das Zifferblatt besteht aus einem Blumenbeet, das dreimal jährlich neu bepflanzt wird. Links neben der Blumenuhr befindet sich ein aus Meißner Porzellan bestehendes Porzellanglockenspiel, das von Zittauer Handwerkern gestiftet und 1966 errichtet wurde. 1997 sowie nochmals 2017[45] wurde es mit Spendengeldern instand gesetzt. Es spielt jede volle Stunde ein bekanntes Volkslied, darunter das Oberlausitzlied oder Heidenröslein.
- Die Prinz-Friedrich-August-Brücke über die Mandau ist eine Straßenbrücke mit angefügten Eisenbahnbrückenträgern, sodass die Zittauer Schmalspurbahn bei schräger Überfahrt die Straße über dem Flussbett kreuzt.[46]
- In den Alpen gibt es mehrere Zeugnisse für die hiesige Bergsportbegeisterung:
  - Im Wildgerlostal unweit der Reichenspitze im Nationalpark Hohe Tauern befindet sich die Zittauer Hütte, eine Schutzhütte der Sektion Warnsdorf/Krimml des Österreichischen Alpenvereins.
  - Der Zittauer Tisch ist einer der niedrigeren Gipfel der Goldberggruppe in den Zentralalpen
- Friedrich der II. gründete 1753 Neu Zittau als Kolonistendorf, um Feinspinner aus Zittau anzusiedeln. Von den 100 geplanten Spinnerfamilien kamen jedoch nur zwei. Die anderen Kolonisten wurden aus Sachsen, Württemberg und aus Böhmen rekrutiert.
- Das Zittauer Schleifermännchen ist die Figur eines pfeiferauchenden Männchens, das im Brunnen gegenüber dem Museum Kirche zum Heiligen Kreuz steht. Es wird vom Wasser des Brunnens angetrieben und dreht somit ein Rad, mit dem es sein Messer schleift.[47]

### Regelmäßige Veranstaltungen
- Zittauer Stadtfest

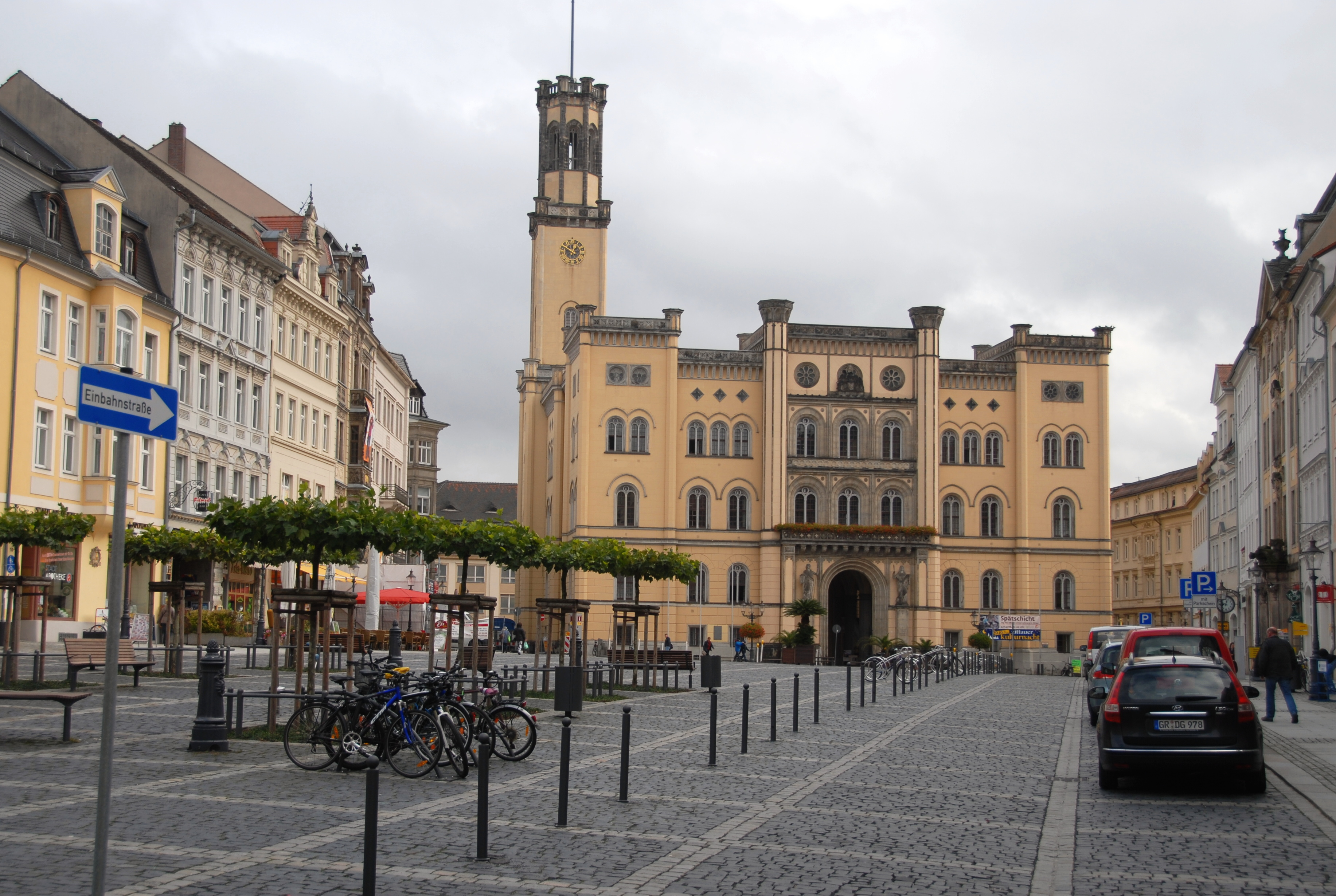
Marktplatz mit Rathaus 2016

- Spectaculum Citaviae (mittelalterliches Fest, jeweils am Abend vor Christi Himmelfahrt)
- Jazzfestival Mandaujazz
- Neiße Filmfestival
- Zittauer Musiknacht
- Fest am Dreiländereck
- Frühjahrs- und Herbstmarkt, Weihnachtsmarkt
- Lückendorfer Bergrennen
- Zittauer Gebirgslauf & Wandertreff
- O-See-Challenge
- Ring on Feier

## Wirtschaft und Infrastruktur

### Verkehr

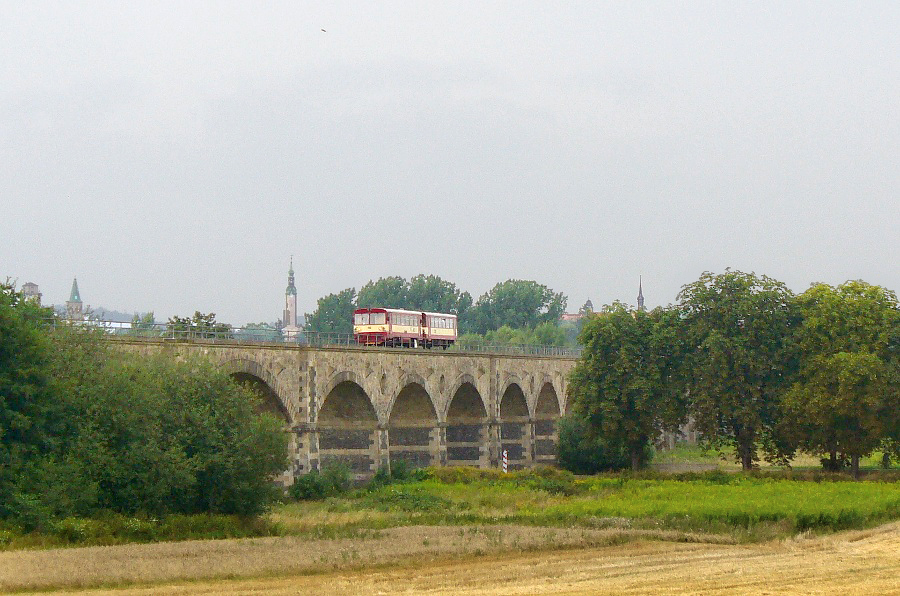
Neißeviadukt

#### Eisenbahn

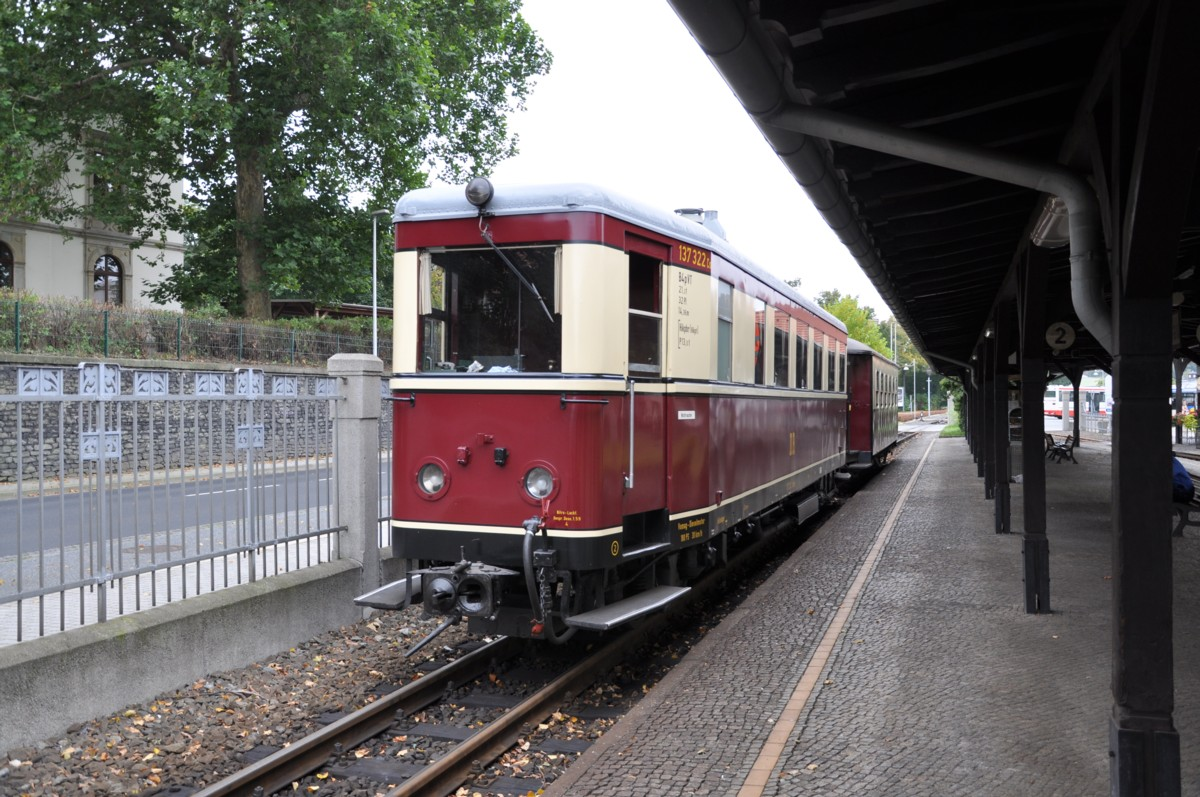
Triebwagen der Zittauer Schmalspurbahn

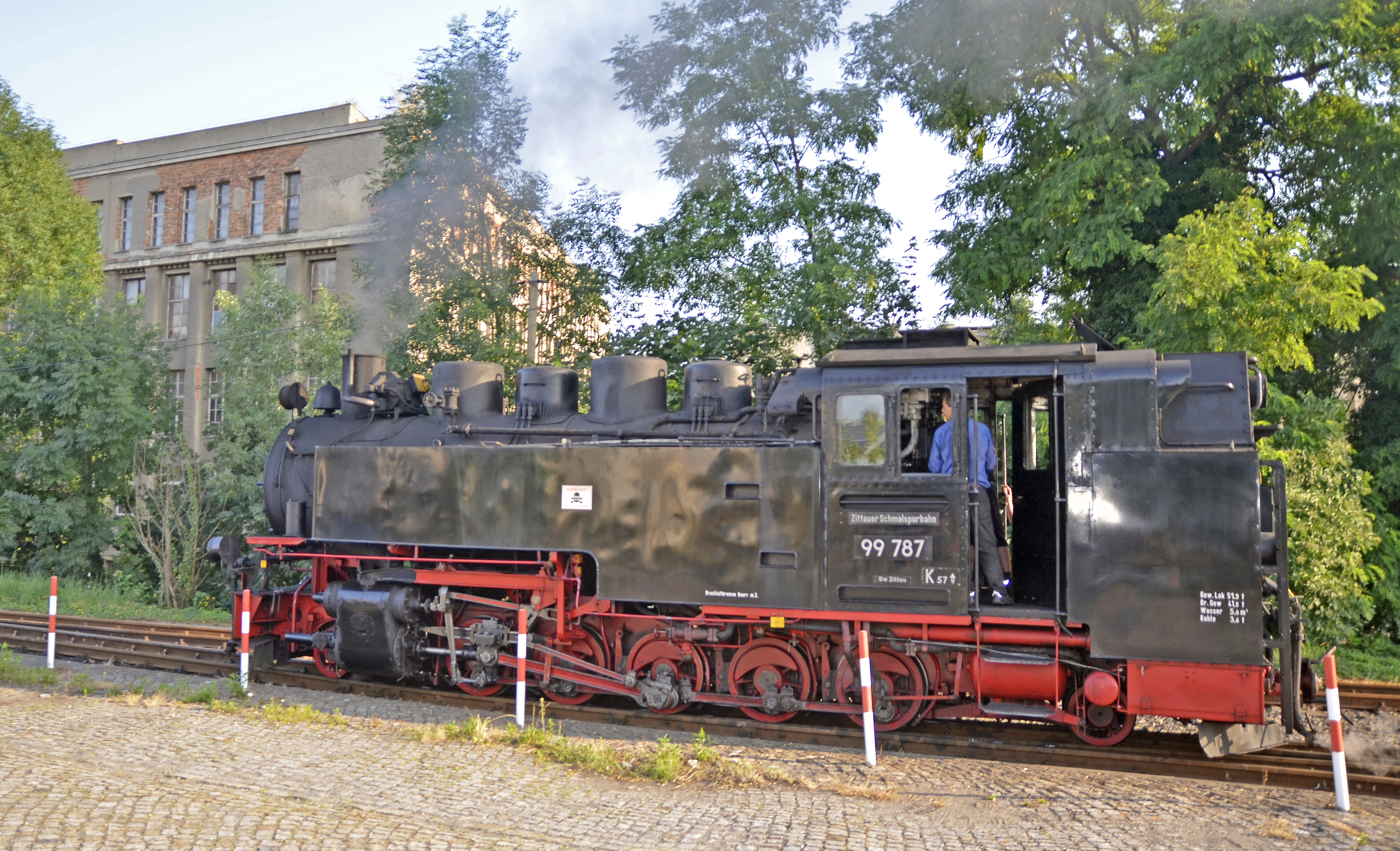
Museums-Lokomotive der Baureihe 99.78 in Zittau

Im Jahr 1848 wurde die Stadt über die Bahnstrecke Zittau–Löbau an das sächsische Eisenbahnnetz angebunden. Zehn Jahre später wurde der Neißeviadukt als Teil der Bahnstrecke Zittau–Liberec fertiggestellt. Das heutige Empfangsgebäude des Bahnhofs Zittau wurde 1859 nach vier Jahren Umbauarbeit eröffnet. Das Gebäude erfuhr 2001 eine umfangreiche Sanierung. Im Jahr 1875 wurde der Betrieb auf der Bahnstrecke Zittau–Hagenwerder aufgenommen, wobei die Züge weiter bis nach Görlitz fuhren. Vier Jahre später folgte die Inbetriebnahme der Hauptbahn über Eibau und Wilthen in Richtung Bischofswerda. Ab Bischofswerda verkehrten die Züge weiter über die Bahnstrecke Görlitz–Dresden in die sächsische Landeshauptstadt.
Der grenzüberschreitende Verkehr nach Böhmen ruhte nach dem Ende des Zweiten Weltkrieges und wurde erst 1977 mit der Eröffnung des Eisenbahngrenzüberganges Zittau wieder aufgenommen. Der grenzüberschreitende Verkehr über das Neißeviadukt gewann mit der Wiederaufnahme der Bahnverbindung Dresden–Liberec wieder an Bedeutung. Neben dieser Relation bestehen Verbindungen der tschechischen Bahn nach Varnsdorf. Dabei fahren tschechische Züge, die aus dem böhmischen Varnsdorf (Warnsdorf) nach Liberec (Reichenberg) kommen, über deutsches und polnisches Staatsgebiet weiter nach Liberec und passieren dabei den Grenzbahnhof Zittau. Deutsche Züge, die von Zittau nach Seifhennersdorf verkehren, durchfahren dabei den Bahnhof der tschechischen Stadt Varnsdorf.
In Zittau enden mehrere deutsche Eisenbahnlinien:
- die Neißetalbahn von Görlitz, welche teilweise über polnisches Staatsgebiet fährt
- die Bahnstrecke Bischofswerda–Zittau (von Dresden-Neustadt kommend) und
- die Mandaubahn von Seifhennersdorf.

Die dampfbetriebene Zittauer Schmalspurbahn, im Volksmund Bimmelbahn genannt, fährt seit 1890 vom Zittauer Bahnhof ins Zittauer Gebirge nach Kurort Oybin und Kurort Jonsdorf. Am Bahnhof Bertsdorf kommt es regelmäßig zu Parallelausfahrten zweier Züge. Die Schmalspurbahn wird von der Sächsisch-Oberlausitzer Eisenbahngesellschaft mbH (SOEG) betrieben.

#### Innerstädtischer öffentlicher Personennahverkehr (ÖPNV)
Zwischen 1904 und 1919 fuhren in der Stadt die Bahnen der Städtischen Straßenbahn Zittau (SSZ). 1924 wurde eine Kraftverkehrsgesellschaft in Zittau gegründet, die bis 1949 bestand. 1953 übernahm der VEB Kraftverkehr Zittau den innerstädtischen Personennahverkehr. Seit 1990 werden mehrere Stadtbuslinien sowie weitere Linien im Landkreis von der Kraftverkehrsgesellschaft Dreiländereck mbH (KVG) betrieben.

#### Grenzübergänge

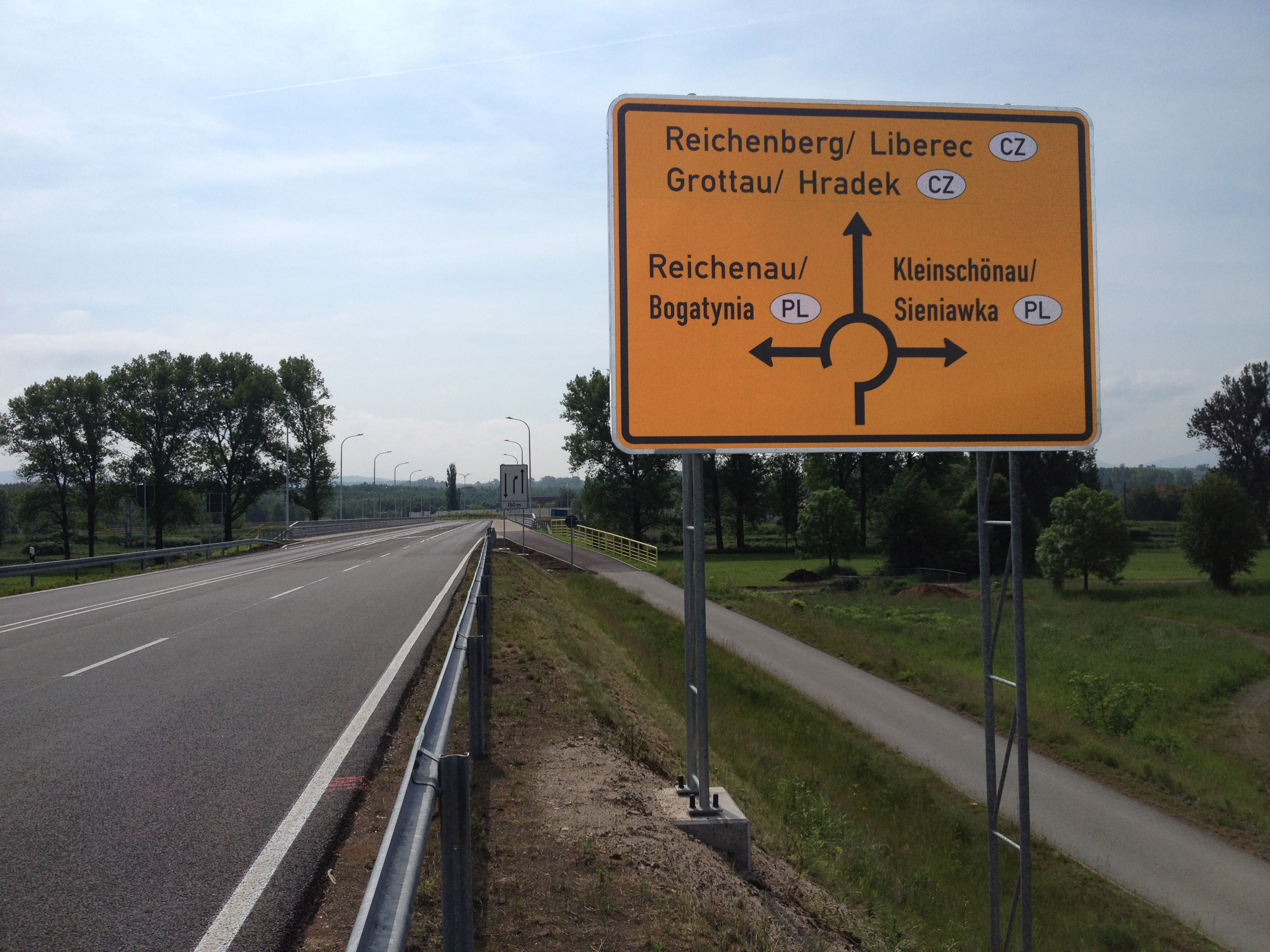
Trinationaler Grenzübergang nach Polen und der Tschechischen Republik

Am nördlichen Stadtrand geht die Bundesstraße 178 in die tschechische Fernverkehrsstraße I/35 über und wird dabei kurz über polnisches Staatsgebiet (Woiwodschaftsstraße 332) geführt. Für Pkw stehen die innerstädtischen Grenzübergänge Chopinstraße nach Sieniawka (Kleinschönau) in Polen und Friedensstraße (ebenfalls nach Polen mit Weiterführung in die Tschechische Republik) zur Verfügung. Mit dem Rad oder zu Fuß können die direkten Übergänge im südlichen Ortsteil Hartau ins böhmische Hrádek nad Nisou (Grottau) genutzt werden. Die Neißebrücke am Lusatiaweg ins polnische Porajów (Großporitsch) wurde nach dem Hochwasser 2010 gesperrt und bislang nicht instand gesetzt. Trotz des Beitritts von Polen zum Schengen-Raum sind wegen fehlender finanzieller Mittel die Bauwerke im Stadtteil Hirschfelde sowie die „Himmelsbrücke“ am Dreiländereck nicht nutzbar.

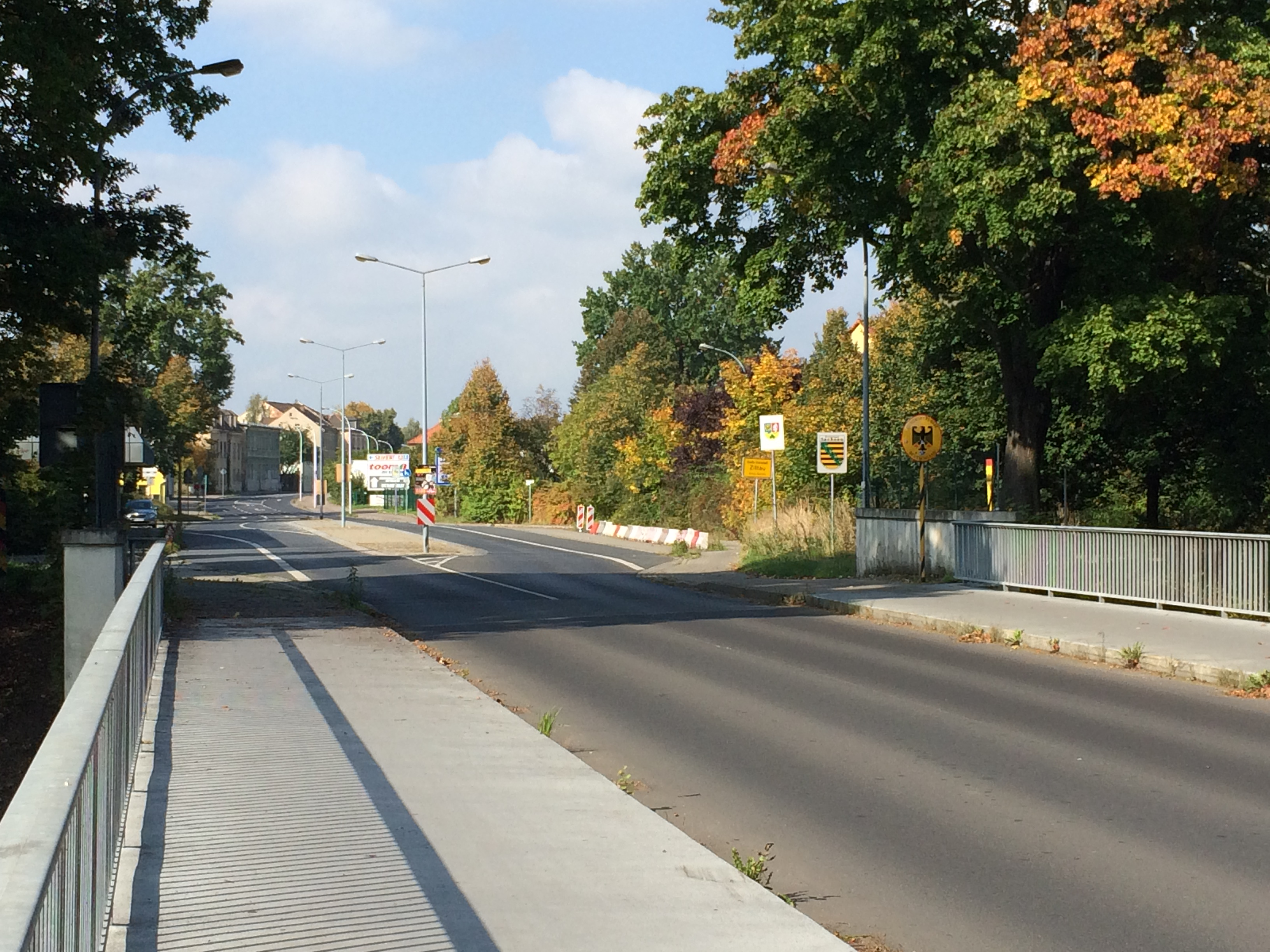
Grenzübergang Zittau-Friedensstraße / Porajów (Großporitsch), etwa ein Kilometer weiter befindet sich der Übergang nach Hrádek nad Nisou (Grottau) in Tschechien

#### Straßennetz
Die Bundesstraße 178 verbindet die Stadt mit der Autobahn 4 und Löbau. Sie ist gleichzeitig die Nordumgehung der Stadt und mündet im Gewerbegebiet Weinau in die Bundesstraße 99 aus Richtung Görlitz ein. Die Straße führt weiter nach Polen und Tschechien. Dort bildet sie den Anschluss an die tschechische Fernverkehrsstraße I/35 in Richtung Liberec (Reichenberg). Die Bundesstraße 96 führt vom Zittauer Ring in die nordwestliche Oberlausitz bis nach Bautzen.

### Unternehmen
Zittau hat eine lange Tradition im Gartenbau, die vor allem von den böhmischen Exulanten positiv beeinflusst wurde. Hier wurde beispielsweise die gelbe Zittauer Riesenzwiebel gezüchtet (im englischen Sprachraum als Giant Zittau geläufig). Wie andere Betriebe lieferte auch die GPG Edelweiß zu DDR-Zeiten einen Großteil der Erzeugnisse nach Berlin.
Im späten 19. Jahrhundert entwickelte sich Zittau zu einem bedeutenden Zentrum der Maschinen- und Textilindustrie. So entwickelte sich ab 1904 die Zwirnerei Hermann Schubert zu einem weltweiten Branchenführer. Zu den bekanntesten Weberei- und Spinnereiunternehmen gehörten bis 1945 z. B. die Gebr. Moras AG oberhalb des Zittauer Bahnhofes, die Textilbetriebe Gebr. Haebler oder die 1972 verstaatlichte und in Hirschfelde ansässige Orleansweberei J. B. Herrmann. Ab den 1950er Jahren machten besonders der VEB Mechanische Weberei Zittau als größter Webereibetrieb der DDR und der Nutzfahrzeughersteller VEB Robur-Werke Zittau  die Stadt zu einem wichtigen Industriestandort. In und um Zittau befanden sich außerdem Produktionsstätten des VEB Textilkombinat Zittau (TKZ), der späteren VEB Oberlausitzer Textilbetriebe (Lautex). Die Wende und die damit verbundenen wirtschaftlichen Veränderungen brachten schwere Verwerfungen in der Stadt. Der VEB Mechanische Weberei Zittau wurde geschlossen und das Werk Mitte der 1990er Jahre abgerissen, in den Robur-Werken wurden 5.389 von ehemals 5.400 Mitarbeitern entlassen.
Die Stadt hat eine Arbeitslosenquote von etwa 8,5 % (Stand 07/2023). Seit 1990 verließen über 10.000 Einwohner die Stadt, ungefähr 3.800 Wohnungen stehen leer. Neuansiedlungen entstanden vor allem durch Zulieferer der Automobilindustrie, die auf den Markt in Osteuropa setzen.
Im Ortsteil Hirschfelde befindet sich der Stammsitz des Reinigungsmittelherstellers fit.

### Medien
Die Sächsische Zeitung sowie die kostenlosen Wochenzeitungen Wochenkurier und Oberlausitzer Kurier unterhalten in Zittau Redaktionen. Darüber hinaus erscheinen hier die Zittauer Geschichtsblätter und die Oberlausitzer Heimatblätter, die als Nachfolgepublikation aus dem Bibliotheksjournal der Christian-Weise-Bibliothek hervorgegangen sind.
punkteins oberlausitz TV hat in Zittau seinen Sitz, produziert jedoch seit Januar 2006 fast ausschließlich in Bautzen.
Seit 2006 erscheint als Online-Ausgabe der Zittauer Anzeiger.
Seit 2021 wird aus dem Zittauer Volkshaus das Bürgerradio „OLaura“ produziert.

### Öffentliche Einrichtungen
Der Zuständigkeitsbereich des Amtsgerichtes Zittau umfasst die südliche Oberlausitz und ist dem Landgericht Görlitz unterstellt. In Zittau hat die Euroregion Neiße ihren Sitz.

## Bildung
Mit dem Alten Gymnasium (Einweihung 1586) besaß Zittau eine der ersten derartigen Bildungseinrichtungen in Deutschland, die einen exzellenten Ruf hatte und an der z. B. der bekannte Dichter und Namensgeber des heutigen Gymnasiums Christian Weise wirkte.
Bereits im Jahre 1969 wurde aufbauend auf den nach dem Zweiten Weltkrieg entstandenen Fachschulen für Elektroenergie (gegründet 1951) und Bauwesen die Ingenieurhochschule Zittau gegründet, die im Jahr 1988 den universitären Status einer Technischen Hochschule erhielt. Mit der Gründung der Hochschule für Technik, Wirtschaft und Sozialwesen Zittau/Görlitz im Jahre 1992 wurde der traditionelle Hochschulstandort Zittau gesichert. Später wurde die HTWS in Hochschule Zittau/Görlitz (FH) umbenannt. Mit dem 1993 gegründeten Internationalen Hochschulinstitut besteht in Zittau die kleinste staatliche Universität Sachsens.
In der DDR war Zittau Sitz der Offiziershochschule der Landstreitkräfte der NVA. Auf dem Gelände befinden sich Teile der Hochschule Zittau/Görlitz (HTWS), die Zittauer Außenstelle des Landratsamtes des Landkreises Görlitz, der Ortsverband Zittau des Technischen Hilfswerks und das Technische Rathaus der Stadtverwaltung Zittau.
Seit 2003 ist die Hochschule Zittau/Görlitz neben der Technischen Universität Liberec in Tschechien und der Technischen Universität Breslau in Polen engagierter Initiator der Neisse University als länderübergreifende Hochschuleinrichtung. Im April 2006 wurden zwei neue Laborgebäude für die Fachbereiche Bauwesen und Naturwissenschaften/Mathematik sowie ein neues Hörsaalzentrum eingeweiht. Die nach den vom Einfluss des Bauhauses geprägten Plänen der Berliner Architekten Tilman Bock und Norbert Sachs entstandenen Neubauten ergänzen das durch die auf inzwischen fast viertausend stetig angewachsene Studentenzahl unzureichende Raumangebot, weitere Neubaumaßnahmen sind geplant.

## Persönlichkeiten
Zu den bekanntesten Töchtern und Söhnen der Stadt gehören im kulturellen Bereich der Schriftsteller und Pädagoge Christian Weise, der Rechtsanwalt und Sozialutopist Christian Gottlieb Prieber, der Komponist und Kapellmeister Heinrich Marschner, der klassische Philologe und Germanist Moriz Haupt und die Kinderbuchautorin Lisa Tetzner.
Zu den bekanntesten Unternehmern gehören Gustav Hiller und Alfred Winkler. In der DDR wurde die Weberin Frida Hockauf aufgrund von Planübererfüllung medienwirksam zum Symbol eines erfolgreichen Arbeiter-und-Bauern-Staats stilisiert, ist in Zittau seit der Wende aber fast vergessen.
Im Bereich Sport stammen der Olympiasieger und mehrmalige Weltmeister im Eiskunstlauf Ernst Baier sowie der Skisprungweltmeister Matthias Buse aus Zittau. Der Skilangläufer René Sommerfeldt konnte ebenfalls mehrere Medaillen bei Olympischen Spielen und Weltmeisterschaften sowie den Gesamtweltcup erringen. Der Bergsteiger Peter Diener war der einzige Deutsche, der an der Erstbesteigung eines Achttausenders beteiligt war.